# Idrografia di Milano

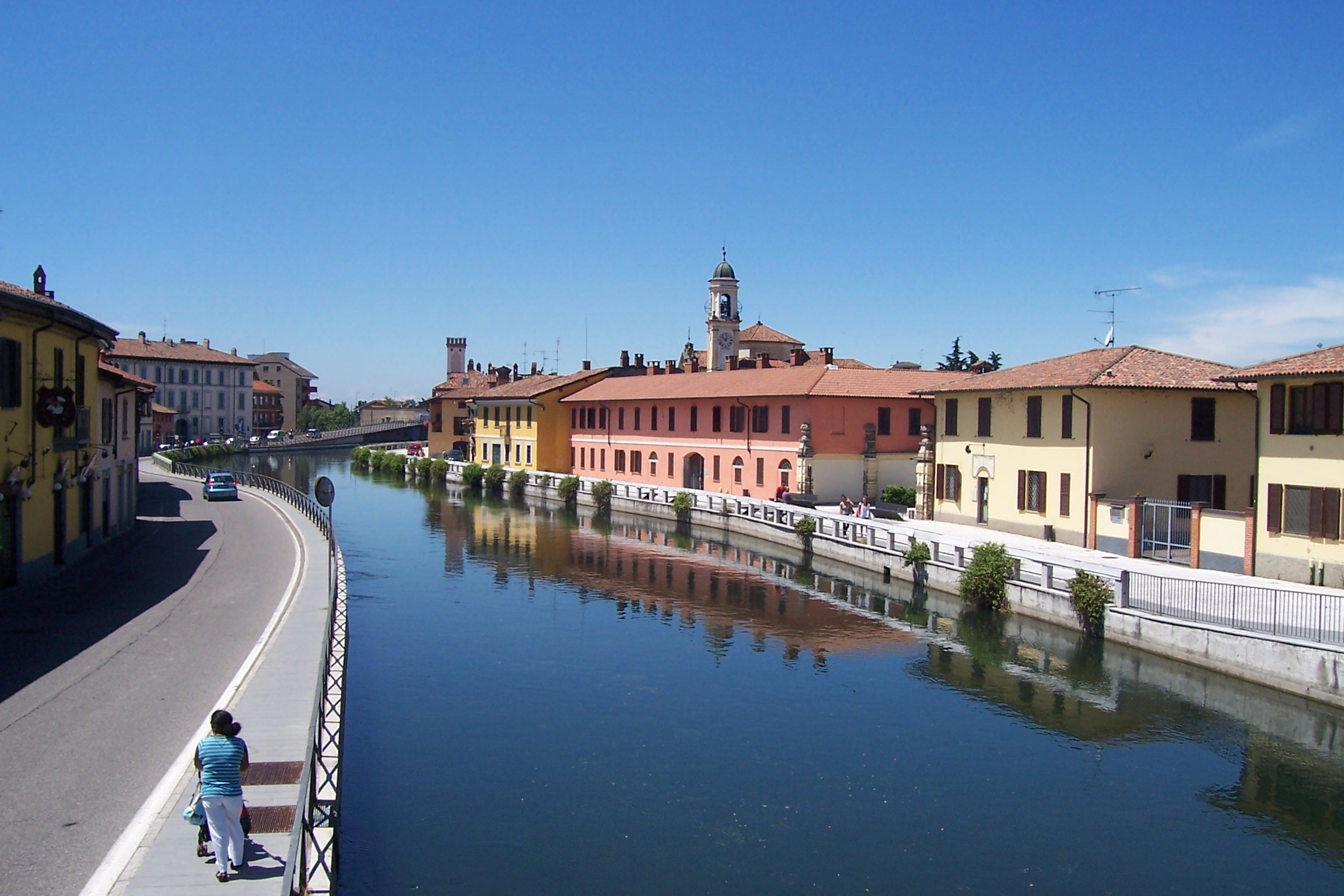
Il Naviglio Grande a Gaggiano, comune della città metropolitana di Milano. Per esso è attivo il servizio di navigazione turistica del Naviglio Grande

L'idrografia di Milano e della zona dei comuni confinanti è particolarmente complessa, sia per cause naturali, vista la cospicua presenza di fiumi, torrenti e fontanili che formano un vero e proprio groviglio idrico, sia per questioni legate ai lavori di canalizzazioni e di deviazione dei corsi d'acqua eseguite dall'uomo, aventi il proprio inizio durante l'epoca romana, che hanno portato alla realizzazione di numerose rogge, canali e laghi artificiali.
Il territorio di Milano è ricchissimo d'acqua, visto che la città si trova sulla "linea dei fontanili", laddove vi è l'incontro, nel sottosuolo, tra strati geologici a differente permeabilità, situazione che permette alle acque profonde di riaffiorare in superficie, soprattutto nell'area sud ovest di Milano, dove la composizione del terreno unitamente al livello della falda ne permette la risalita. La prima descrizione dell'idrografia di Milano è stata fatta da Bonvesin de la Riva, scrittore e poeta italiano vissuto a cavallo tra il XIII e il XIV secolo.
I corsi d'acqua più importanti che interessano Milano e la sua area metropolitana sono i fiumi Lambro, Olona e Seveso, i torrenti Bozzente, Garbogera, Lura, Merlata e Pudiga, i canali navigabili Naviglio della Martesana, Naviglio Grande, Naviglio Pavese, Naviglio di Bereguardo, Naviglio di Paderno e Vettabbia, e i corsi d'acqua artificiali Canale Ticinello, Canale Vetra, Cavo Redefossi, Cavo Ticinello e Lambro Meridionale. A Milano sono anche situati due importanti bacini artificiali, la Darsena di Porta Ticinese e l'Idroscalo di Milano.
Tra le architetture degne di nota ad essi collegati, ci sono svariate conche di navigazione (tra cui la conca dell'Incoronata, la conca di Viarenna, la conca Fallata e la conchetta), alcuni mulini ad acqua (tra cui Molino Dorino e Mulino Vettabbia) e il ponte delle Gabelle.

## Mappa

L'idrografia di Milano nel 2018

## Territorio

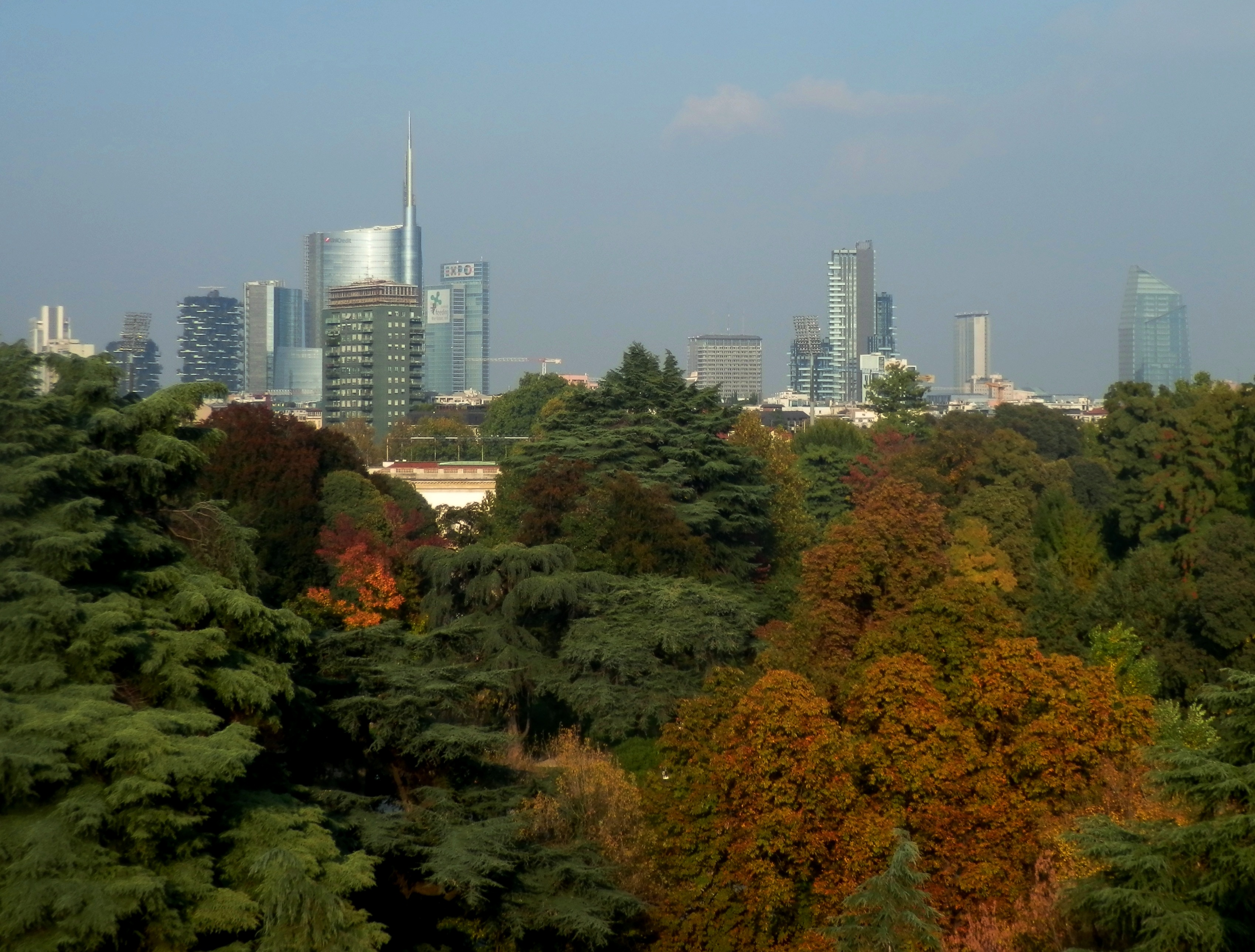
Panorama di Milano e del Parco Sempione in ottobre.

Milano poggia su un'unica tipologia di terreno di origine fluvio-glaciale a cemento carbonatico, comune a tutta la pianura padana. La caratteristica principale è quella di essere facilmente carsificabile. Tale roccia è ricoperta dai sedimenti fluviali quaternari ed è visibile lungo i principali corsi d'acqua, costituendo dei conglomerati che in Lombardia sono conosciuti come "ceppi".
Milano occupa un'area di 181,76 km² a occidente della Lombardia, a 25 km a est del fiume Ticino, a 25 km a ovest dell'Adda, a 35 km a nord del Po e a 50 km a sud del lago di Como, lungo la cosiddetta "linea delle risorgive", laddove cioè vi è l'incontro, nel sottosuolo, tra strati geologici a differente permeabilità, cosa che permette alle acque profonde di riaffiorare in superficie.
In quest'area il terreno digrada dolcemente da nord-ovest a sud-est misurando, sul livello del mare, dai 147 ai 102 m, con una media di 122 m s.l.m.. Rompe questa omogeneità la "collinetta" del Castello Sforzesco, misurando 124 m s.l.m. ed elevandosi di circa 3 m sui territori circostanti. 

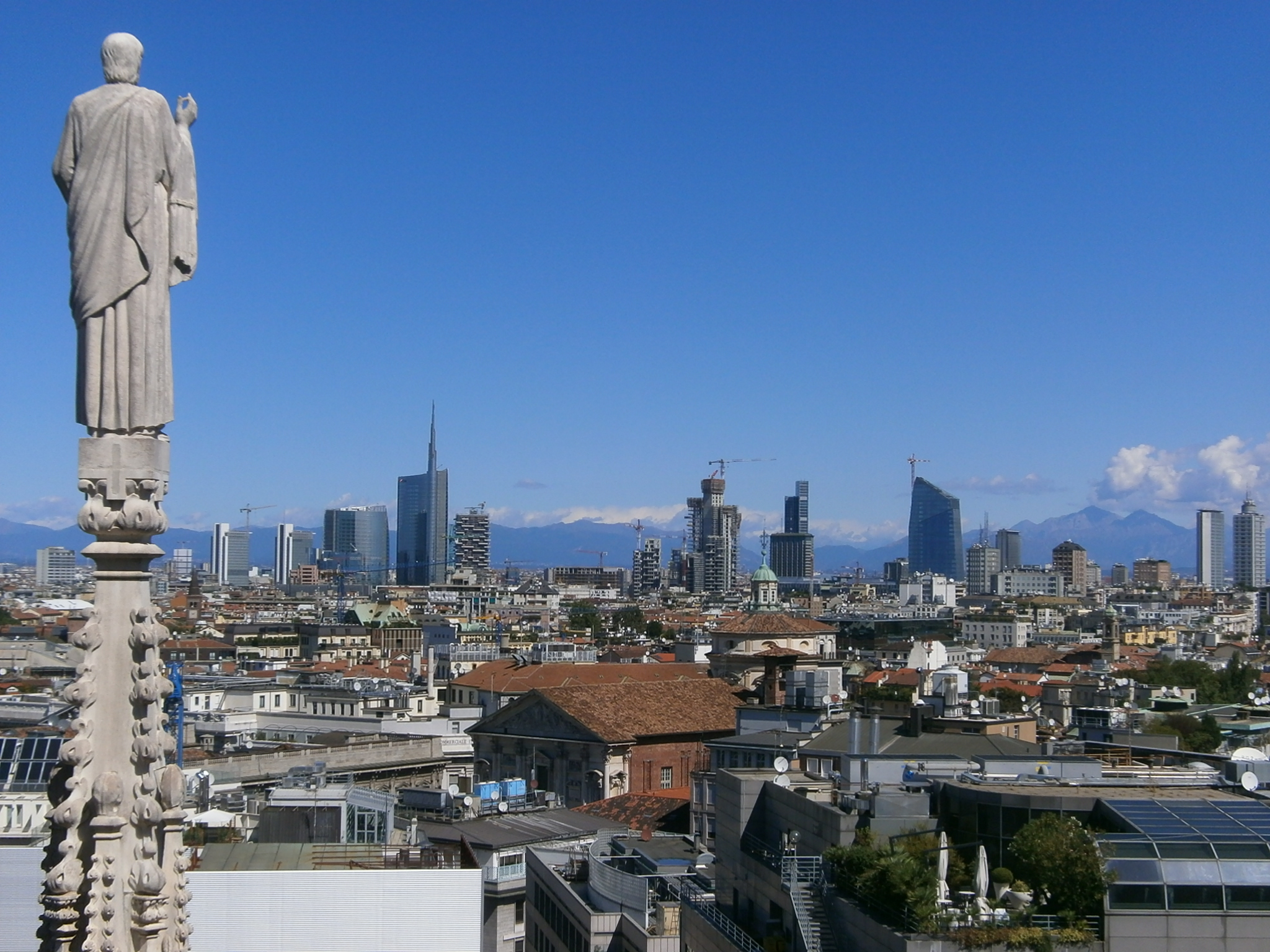
Panorama di Milano verso nord dalla terrazza più alta del Duomo, con le montagne del lago di Como sullo sfondo

Occorre inoltre considerare i solchi vallivi, da ovest verso est, dei fiumi Olona-Lura, Guisa-Nirone-Lambro Meridionale, Seveso-Vettabbia e Lambro settentrionale.
A prescindere dai dati stratigrafici (considerando cioè che il terreno geologico si trova mediamente tra 2-5 metri sotto il manto stradale), secondo le rilevazioni fatte dal Poggi nel 1911 la zona corrispondente alla città romana si trovava tra 118,71 (via Torino) e 121,26 (via Monte di Pietà) m s.l.m.; la città nel 1155 (cerchia dei Navigli) si trovava tra 118,61 (via della Signora) e 121,80 (via Solferino) m s.l.m.; la città dei Bastioni (1549) si trovava tra 124 (Bastioni di Porta Volta) e 114 (Bastioni di Porta Romana) m s.l.m.; la circonvallazione esterna si trova tra 127,68 (la Villa Simonetta, Scuola Civica di Musica) e 109,40 (piazzale Lodi) m s.l.m.
Sempre in base a questo studio il profilo delle acque freatiche misurava (nel 1911) da un massimo di 124 m s.l.m. in Via Simonetta a 107 in Corso Lodi, con una mediana di 115 proprio a livello del nucleo romano, a cui corrisponde una profondità della falda maggiore rispetto a quanto si configurava nel territorio circostante. Tale dato può apparire banale, ma occorre considerarlo alla luce del genio romano e inserirlo nell'opera di centuriazione del territorio. L'urbanizzazione romana interessò, rispetto al villaggio golasecchiano-celtico, una zona elevata posta più a nord-nordest, dove vennero sfruttate meglio le acque di fontanile inalveate. 

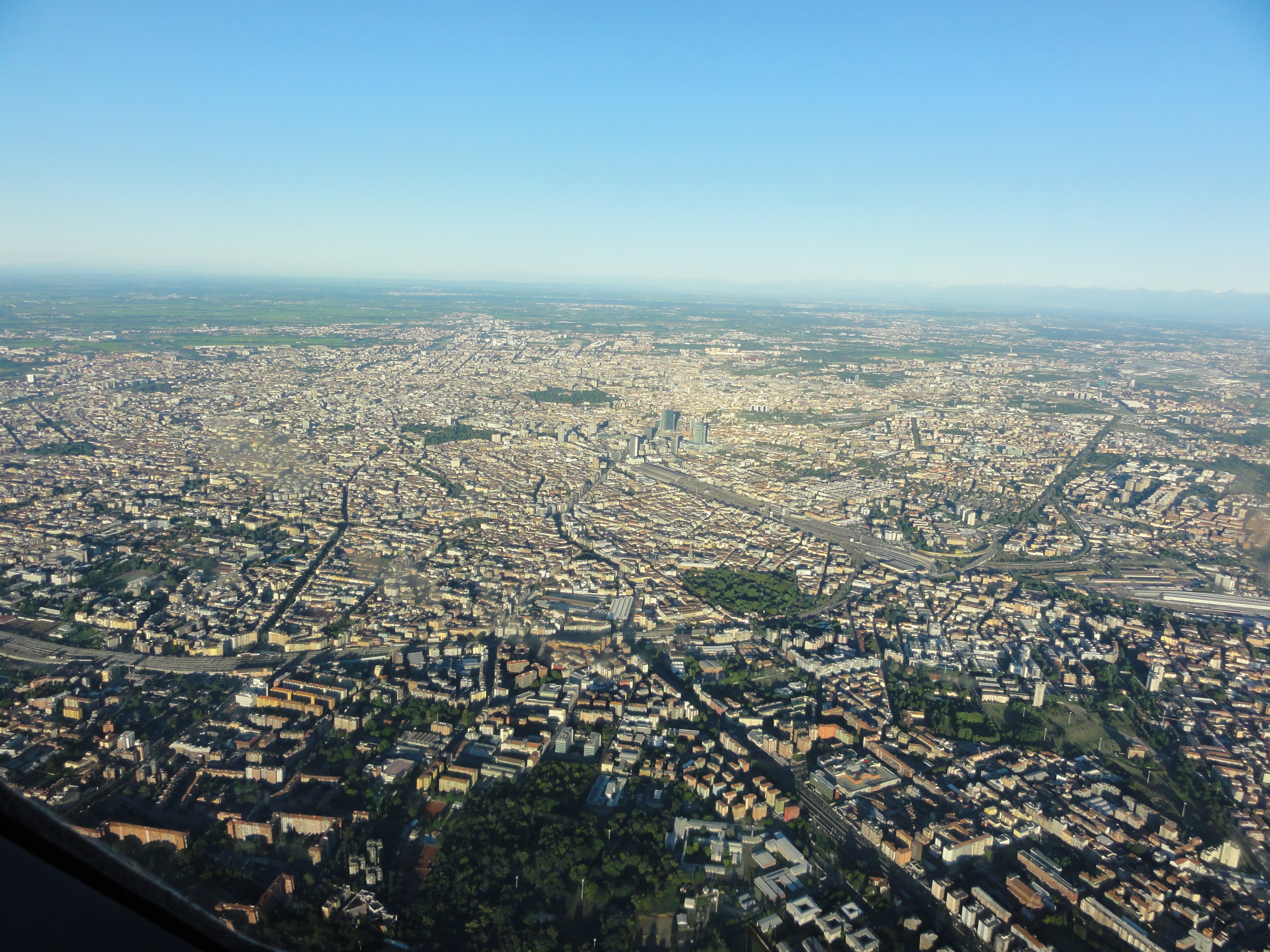
Vista aerea della città.

Numerosi canali irrigui e navigabili vennero costruiti in epoca repubblicana a scopo di bonifica idraulica e agraria, per il funzionamento e la difesa dell'abitato e il trasporto delle persone e delle cose a media e grande distanza. Questo importante e precoce intervento, assieme al regime palustre preesistente, non permette di valutare il decorso originale dei corsi d'acqua noti, che completano questo ricco panorama idrologico, quali il Lambro a est, l'Olona, il Seveso e il Nirone a nord, la Vettabbia e il Lambro Meridionale a sud.
Attualmente gran parte di questi corsi d'acqua, naturali e no, si trova sotto il manto stradale. A cielo aperto scorrono il Lambro, alla periferia orientale, il Naviglio Grande e il Naviglio Pavese, l'uno entrando e l'altro uscendo dalla Darsena di Porta Ticinese, la Martesana, da Cascina Gobba alla Cassina de' pomm, la Vettabbia, da Morivione, e il Lambro Meridionale, da piazza delle Milizie, senza contare le numerosissime rogge. Il sistema non è naturalmente più navigabile, ma conserva inalterato il suo potenziale irriguo.
Tale proficua collocazione nel contesto di una pianura molto fertile, ha influenzato notevolmente la storia della città e il ruolo che essa ha avuto nei confronti della nazione italiana e dei paesi transalpini.
La superficie che occupa attualmente Milano ha dimensione superiore a quella di alcune città europee come Parigi, Amsterdam, Bruxelles e Dublino. La continuità abitativa si è estesa oltre i confini amministrativi, formando coi comuni contermini e alcuni di cintura un'unica conurbazione. Un sostanziale ampliamento territoriale era avvenuto invece nel 1923 con l'incorporazione di dieci comuni limitrofi, che ora sono quartieri della città. Milano attualmente è suddivisa in nove zone, denominate municipi circoscrizionali, con poteri di ordinaria amministrazione e consultivi.

## Mappa dell'idrografia originaria di Milano

Mappa del territorio e dell'idrografia originaria di Milano prima delle modifiche compiute dagli antichi Romani. L'area paludosa indicata sulla mappa come pantano diventò poi, grazie a lavori di bonifica, il porto fluviale romano di Milano. Il centro del villaggio celtico era situato nei pressi della moderna piazza della Scala, dove era presente il santuario principale della comunità, mentre il successivo villaggio romano venne situato nei pressi l'odierna piazza San Sepolcro. Al centro del villaggio romano fu poi costruito il foro romano di Milano

## Generalità
I corsi d'acqua appartenenti all'idrografia milanese (partendo da oriente e andando in senso antiorario) sono il Lambro, il Naviglio della Martesana, il Seveso, l'asse Olona-Lambro Meridionale, il Naviglio Grande e il Naviglio Pavese: insieme i cinque corsi d'acqua costituiscono l'ossatura portante dell'intero sistema idrico che scorre verso sud-est.
A sud di Milano sono collocati i tre depuratori cittadini (da est a ovest: Peschiera Borromeo, Milano Nosedo e Milano San Rocco) che trattano le acque reflue della metropoli lombarda, e i diversi canali le cui acque, dopo avere irrigato la pianura, hanno come recapito finale il Po. A nord, a tagliare orizzontalmente l'Alto Milanese intersecando il Ticino e l'Adda, scorre il Canale Villoresi.
Sul territorio comunale di Milano è poi presente un esteso reticolo di corsi d'acqua naturali e artificiali che sono stati ereditati dal passato, il cui sviluppo complessivo è di 370 chilometri. La maggior parte di questi piccoli corsi d'acqua scorre in alvei coperti. Di questi, circa 200 chilometri, riguardano la rete dei corsi d'acqua principali o secondari; misurano complessivamente circa 170 km quelli minori, che sono spesso alimentati direttamente o indirettamente dalla falda acquifera di Milano.
La prima descrizione dell'idrografia della città lombarda di Milano fu fatta da Bonvesin de la Riva, scrittore e poeta italiano vissuto a cavallo tra il XIII e il XIV secolo.

## Storia

### L'epoca celtica: la fondazione di Milano

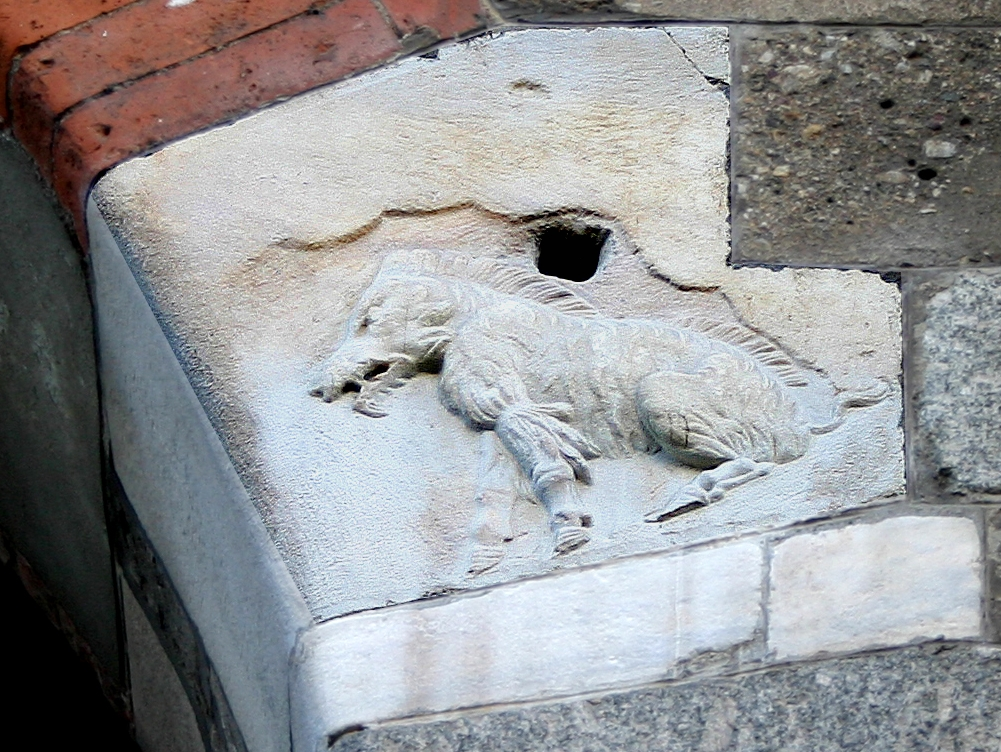
Bassorilievo della scrofa semilanuta su un piedritto del Palazzo della Ragione di Milano, testimoniante le origini celtiche della città

Il primigenio insediamento celtico che diede origine a Milano, il cui toponimo era forse Medhelan, fu in seguito, da un punto di vista topografico, sovrapposto e sostituito da quello romano; quest'ultimo, che fu chiamato dagli antichi Romani Mediolanum, fu poi a sua volta rimpiazzato da quello medievale. Il centro urbano di Milano è costantemente cresciuto a macchia d'olio, fino ai tempi moderni, attorno al primo nucleo celtico.
L'insediamento celtico aveva due corsi d'acqua che lo interessavano direttamente, il Seveso e il Nirone. Più a ovest erano presente il Pudiga e l'Olona, mentre più a est il Lambro. I tre fiumi maggiori che fanno parte dell'idrografia milanese (Lambro, Seveso e Olona) scorrevano nei loro alvei naturali, il Lambro e l'Olona più lontani dalla città, mentre il Seveso attraversava il centro abitato di Medhelan. Dei tre, l'unico che non ha subito modifiche nel corso dei secoli è stato il Lambro, che scorre ancora nel suo antico alveo naturale, mentre gli alvei dell'Olona e del Seveso furono modificati dagli antichi Romani. Stessa sorte per il Nirone, il cui corso naturale fu modificato sempre dagli antichi Romani. 

La roggia Balossa in piazza della Repubblica verso via Tarchetti a Milano prima della sua copertura

Il fontanile Marcione lungo la futura via Saint Bon a lato dell'Ospedale Militare di Baggio a Milano

Secondo la ricostruzione fatta nel 1911 dall'ingegner Felice Poggi, all'altezza di Milano, il Seveso sarebbe originariamente transitato nei pressi delle future mura medievali, da Porta Orientale medievale a Porta Romana medievale, il cui luogo dove sarebbero sorte, in epoca romana, era al di fuori dal centro abitato dell'antica Mediolanum.  In particolare il Seveso giungeva nel centro storico di Milano da nord est seguendo la moderna via dei Giardini per poi piegare a sud est seguendo le moderne via Monte Napoleone, piazza San Babila (e piegando decisamente verso ovest) corso Europa e via Larga fino all'altezza della futura Porta Romana medievale.
Da qui l'antico alveo naturale del Seveso piegava verso sud est per percorrere, lungo i moderni corso di Porta Romana e corso Lodi, il suo alveo naturale lungo il moderno "canale di Porta Romana" (conosciuto anche con il nome di "canale Vittadini"), che è stato in seguito interrato. Quest'ultimo intercettava poi il moderno Cavo Redefossi all'altezza delle future mura spagnole di Milano: da questo punto in poi il Seveso percorreva il suo alveo naturale lungo il moderno Cavo Redefossi fino alla sua foce nel Lambro a Melegnano.
Anche l'Olona venne deviato dagli antichi Romani: in origine il fiume, giunto a Lucernate, frazione di Rho, percorreva il suo antico alveo naturale verso sud attraversando la moderna Settimo Milanese, passava a diversi chilometri dalla futura Milano per poi percorrere l'alveo dell'Olona inferiore o meridionale e sfociava nel Po a San Zenone.
Il territorio di Mediolanum era ricco d'acqua, visto che l'insediamento si trovava sulla "linea dei fontanili", laddove vi è l'incontro, nel sottosuolo, tra strati geologici a differente permeabilità, situazione che permette alle acque profonde di riaffiorare in superficie. Per praticare l'agricoltura e per muoversi su un terreno altrimenti paludoso, i Celti hanno dovuto necessariamente regolarizzare il flusso delle acque ricorrendo a canalizzazioni e drenaggi, cui si sono sovrapposte opere successive che hanno fatto perdere la traccia e la memoria del sistema idrico milanese originario.

### L'epoca romana

#### Le bonifiche

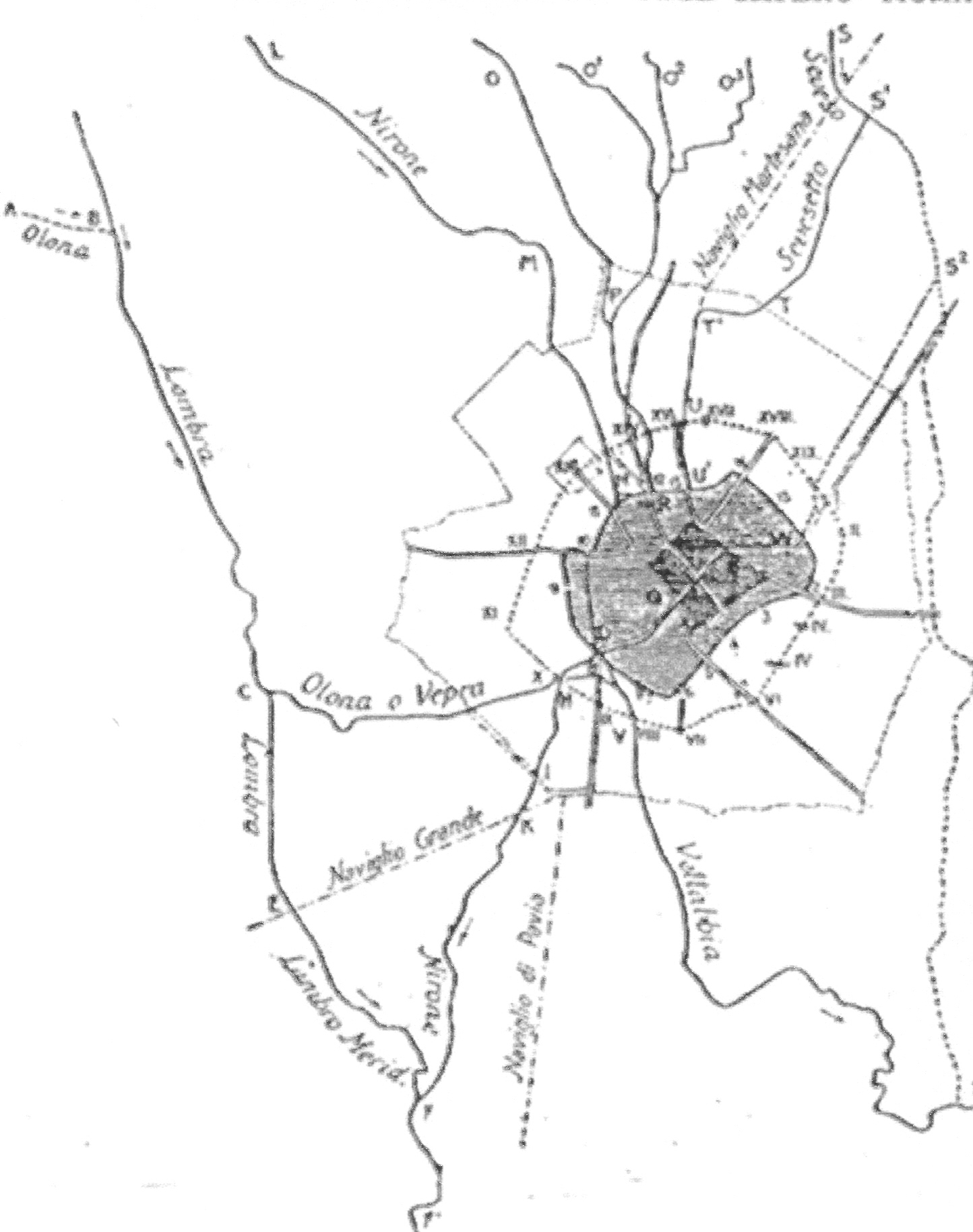
L'idrografia di Milano (Mediolanum) in epoca imperiale romana

Le città romane erano grandi consumatrici d'acqua, sia per usi pubblici che per usi domestici, e quindi gli antichi Romani studiarono a fondo l'ingegneria idraulica, di cui diventarono profondi conoscitori. A Mediolanum non occorrevano acquedotti, visto che l'acqua era abbondante e facilmente raggiungibile: essa affiorava dal suolo dalle risorgive e scorreva vicina nei fiumi e nei torrenti, e ciò rispondeva pienamente alle esigenze della vita quotidiana della città.
Le campagne attorno alla città erano state poi assegnate a coloni e a reduci, come testimoniano gli abbondanti ritrovamenti archeologici e i toponimi di derivazione latina; i terreni digradavano dolcemente e costantemente da nord ovest a sud est, e questa caratteristica ne favoriva la bonifica, di cui gli antichi Romani erano esperti.
Da una parte si raccoglieva l'acqua per drenare i terreni, dall'altra si usavano le acque raccolte per irrigare i campi, con un disegno preordinato e consapevole. Si creò così un reticolo fittissimo di fossi, canaletti, ruscelli che rimarrà nei secoli la caratteristica di Milano e della sua area urbana (dei 370 chilometri totali di corsi d'acqua di cui si dice sopra, ai più piccoli compete ancora la rispettabile cifra di circa 170 chilometri). L'idrografia milanese originaria, quella realizzata dalla natura, iniziò quindi a mutare sostanzialmente.

#### Le deviazioni dei fiumi

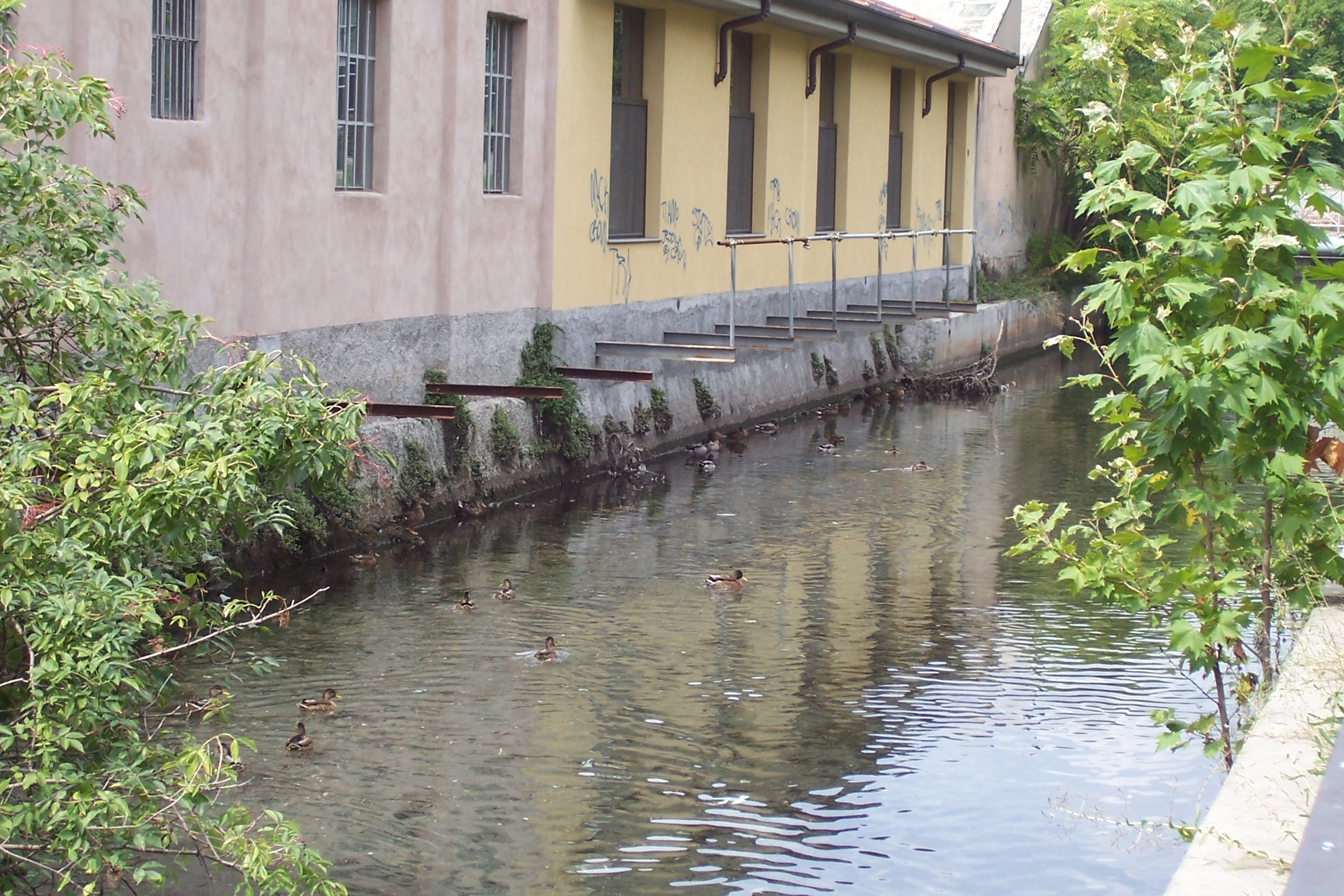
La Vettabbia a Milano. È stata scavata dagli antichi Romani

Dato che l'antica Mediolanum era cresciuta e serviva nuova acqua per i più svariati usi (per gli artigiani nonché per gli usi pubblici, domestici e difensivi) gli antichi Romani deviarono parte delle acque del Seveso, che scorreva lungo il perimetro orientale dell'abitato, verso il torrente Nirone, che transitava poco più a ovest.
Con questi lavori, si creò un anello d'acqua che circondava il centro abitato di Milano. Al tratto occidentale di questo anello d'acqua (ovvero il nuovo alveo artificiale del Nirone) fu dato il nome di Piccolo Sevese (l'antico toponimo però non scomparve completamente, visto che il Piccolo Sevese è conosciuto ancora oggi anche con il nome di "Nirone"), mentre alla restante parte dell'anello d'acqua, quella che circondava Milano a nord, a est e a sud (ovvero il corso d'acqua costituito dal letto naturale del Seveso e dai due canali artificiali realizzati per intercettare le acque del Nirone) fu dato il nome di Grande Sevese. 

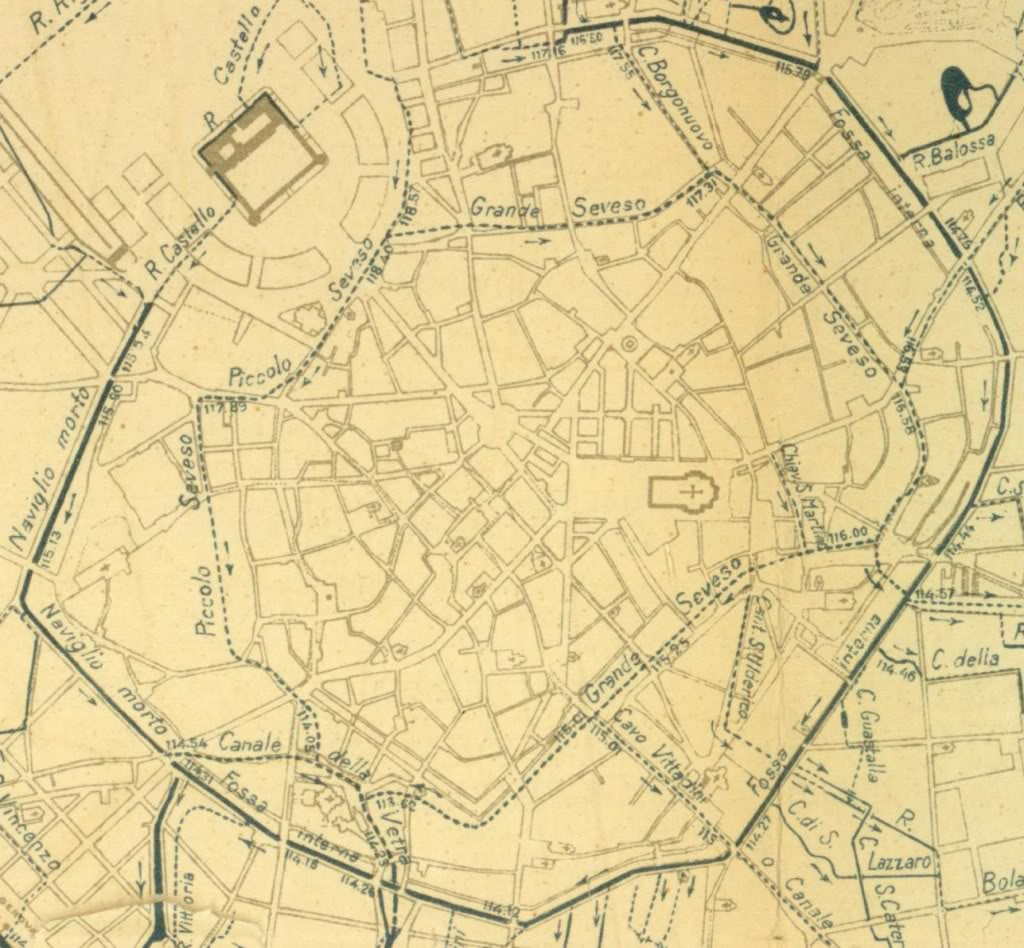
Mappa di Milano del XIX secolo con segnati i corsi d'acqua, sia naturali che artificiali, che attraversavano la città

Il Grande Sevese e il Piccolo Sevese si allargavano costeggiando il perimetro esterno di Milano per poi convergere e sfociare entrambi nel canale Vetra (da cui il nome della moderna piazza), che raccoglieva le acque di scolo della città e che fungeva da scaricatore dell'anello d'acqua costituito dal Grande Sevese e dal Piccolo Sevese.
L'anello d'acqua formato dal Grande Sevese e dal Piccolo Sevese diventò poi il fossato delle mura romane di Milano, che vennero costruite in posizione poco più interna rispetto a questo sistema idraulico circolare. In particolare il Grande Sevese costituiva il lato settentrionale, meridionale e orientale del fossato, mentre il Piccolo Sevese ne formava il suo ramo occidentale. Il Grande Sevese e il Piccolo Sevese esistono ancora e sono i canali più antichi di Milano, dato che risalgono all'età romana repubblicana.
Dal Seveso fu poi realizzata una derivazione che portava acqua alle Terme Erculee, erette tra la fine del III secolo e l'inizio del IV dall'imperatore Massimiano Erculio e andate distrutte durante le invasioni barbariche del V secolo o nel 1162, quando l'imperatore Federico Barbarossa fece radere al suolo Milano.
Con il passare del tempo la popolazione della Milano romana divenne molto numerosa, e i modesti regime idrici di Seveso e del Nirone non erano più sufficienti a coprire il fabbisogno d'acqua della popolazione. L'Olona, che garantiva una quantità d'acqua di gran lunga superiore a quella di Seveso e Nirone, come già accennato, venne deviato a Lucernate, frazione di Rho, verso Mediolanum. L'Olona originariamente proseguiva lungo il suo antico alveo naturale verso sud attraversando la moderna Settimo Milanese e passando a diversi chilometri da Mediolanum per poi percorrere l'alveo dell'Olona inferiore o meridionale e sfociare nel Po a San Zenone.

Lavori di copertura del Grande Sevese in via Larga a Milano

Furono gli antichi Romani a deviare l'Olona, all'altezza di Lucernate, frazione di Rho, nel letto del Bozzente e quindi poi verso l'alveo del Pudiga, altro corso d'acqua che passava non lontano da Mediolanum. Come destinazione finale del nuovo percorso dell'Olona fu scelto il fossato delle mura romane di Milano, dove riversava le sue acque nel canale Vetra (nome dato dagli antichi Romani al tratto terminale dell'alveo naturale del Nirone) all'altezza della moderna e omonima piazza: per realizzare questo obiettivo, gli antichi Romani prolungarono e allargarono il "canale Vetra" verso un'ansa naturale del Pudiga così da raccogliere anche le acque dell'Olona. L'Olona rimase affluente del canale Vetra fino al XII secolo, quando venne deviato nel fossato difensivo dei bastioni medievali all'altezza della moderna piazza della Resistenza Partigiana
L'Olona fu deviato verso Mediolanum anche per un altro motivo: avere un corso d'acqua che costeggiasse interamente la via Severiana Augusta, antica strada romana che congiungeva Mediolanum con il Verbannus Lacus (il Lago Verbano, ovvero il Lago Maggiore). Parte del tracciato della via Severiana Augusta, che venne utilizzato anche nel Medioevo e nei secoli seguenti, fu poi ripreso da Napoleone Bonaparte per realizzare la strada statale del Sempione. L'opera di deviazione dell'Olona verso Mediolanum venne realizzata in concomitanza alla costruzione della via Severiana Augusta, ovvero nei primi anni dell'Era volgare, cioè tra la fine dell'era repubblicana e i primi decenni dell'età imperiale romana.
In epoca romana fu realizzato un secondo colatore per le acque fognarie, il Lambro Meridionale, che esiste ancora oggi anche se non raccoglie più le acque reflue della città, ora depurate nei tre depuratori cittadini di Peschiera Borromeo, Milano Nosedo e Milano San Rocco. Il Lambro Meridionale percorre il tratto terminale dell'antico alveo naturale del torrente Pudiga, che è stato ampliato per raccogliere gli scarichi fognari di Milano. Con la deviazione dell'Olona verso la città, venne meno la continuità idrica dell'antico letto del Pudiga, il cui tratto più meridionale (ovvero il futuro "Lambro Meridionale") venne intercettato rimanendo privo di acque pulite, che provenivano da nord, trasformandosi quindi in collettore di fogna. Essendo stato un colatore, cioè un recettore e convogliatore di acque reflue, la "sorgente" del Lambro Meridionale si è spostata nel tempo, così come sono cambiati i suoi affluenti.

### Il primo porto fluviale di Milano
Davanti alle mura romane di Milano tra le moderne via del Bottonuto e via San Clemente si estendeva una banchina di porto affacciata ad un laghetto che consentiva l'attracco in corrispondenza della moderna via Larga, lungo la quale scorreva il Seveso. Il laghetto venne in seguito prosciugato e fu realizzata l'opera idraulica che diede il nome al quartiere Bottonuto. Restò il ricordo di tale laghetto nel nome della via Poslaghetto, scomparsa negli anni cinquanta del XX secolo per fare posto alla Torre Velasca. Il laghetto fu realizzato modificando opportunamente una laguna naturale formata da un'ampia ansa naturale del Seveso. Questo fu il primo porto fluviale di Milano: esso era in comunicazione, tramite la Vettabbia, con il Lambro, quindi con il Po e infine con il mare.

Il Mulino Vettabbia alla fine del XIX secolo

Di questo collegamento fa menzione nell'XI secolo Landolfo Seniore nella sua Historia Mediolanensis, mentre una "patente" di Liutprando re dei Longobardi (690-740) parla di un porto tra Lambro e Po. Ancora a favore della tesi, due ritrovamenti, uno in piazza Fontana e l'altro in via Larga, di un lungo manufatto romano (un pavimento litico su palafitte) che appare come una banchina portuale. Il materiale, costituito da lastre in serizzo di due metri e mezzo e pali di rovere, è conservato al Museo Civico di Storia Naturale di Milano.

### Il Medioevo

#### Le invasioni barbariche e i cistercensi

Il Molino Dorino nel 1989. Risalente almeno al XVII secolo, è l'ultimo mulino ad acqua con macine e ingranaggi ancora integri esistente a Milano

Durante le invasioni barbariche del V secolo, che portarono alla caduta dell'Impero romano d'Occidente, il complesso intrico di canali e rogge costruite per la bonifica e l'irrigazione attorno alla città decadde, con i campi coltivati tra Milano e Pavia che lasciarono il posto alla boscaglia e alla palude.
Furono i monaci dell'abbazia di Chiaravalle e quelli dell'abbazia di Morimondo, appartenenti all'ordine cistercense, ordine religioso che venne fondato solo pochi decenni prima in Francia e che favorì in tutta Europa la ripresa dell'agricoltura e delle attività manifatturiere, a riportare, nel XII secolo, nella bassa pianura milanese, le coltivazioni nonché a introdurre i prati a marcita, a reintrodurre l'allevamento, a ripristinare il funzionamento della rete di canali e rogge e a far rinascere le attività artigianali della lavorazione della lana.
I documenti conservati nei due monasteri citati sono particolarmente ricchi per quel che riguarda i diritti d'acqua, gli acquisti di fondi e l'apertura di mulini ad acqua. Esempi di impianti molinatori presenti lungo le vie d'acqua milanesi sono il Molino Dorino e il Mulino Vettabbia.

#### Dalle mura medievali al Naviglio Grande
Nel 1152 fu costruito per scopi militari tra Abbiategrasso e Landriano un nuovo canale artificiale deviando una parte delle acque del Ticino con il precipuo obiettivo di scoraggiare le incursioni dei pavesi, alleati di Federico Barbarossa, imperatore del Sacro Romano Impero e nemico di Milano. Il Canale Ticinello (da non confondere con Cavo Ticinello, sopra menzionato), questo il suo nome, ha resistito nei secoli e una sua parte è giunta sino a noi. 

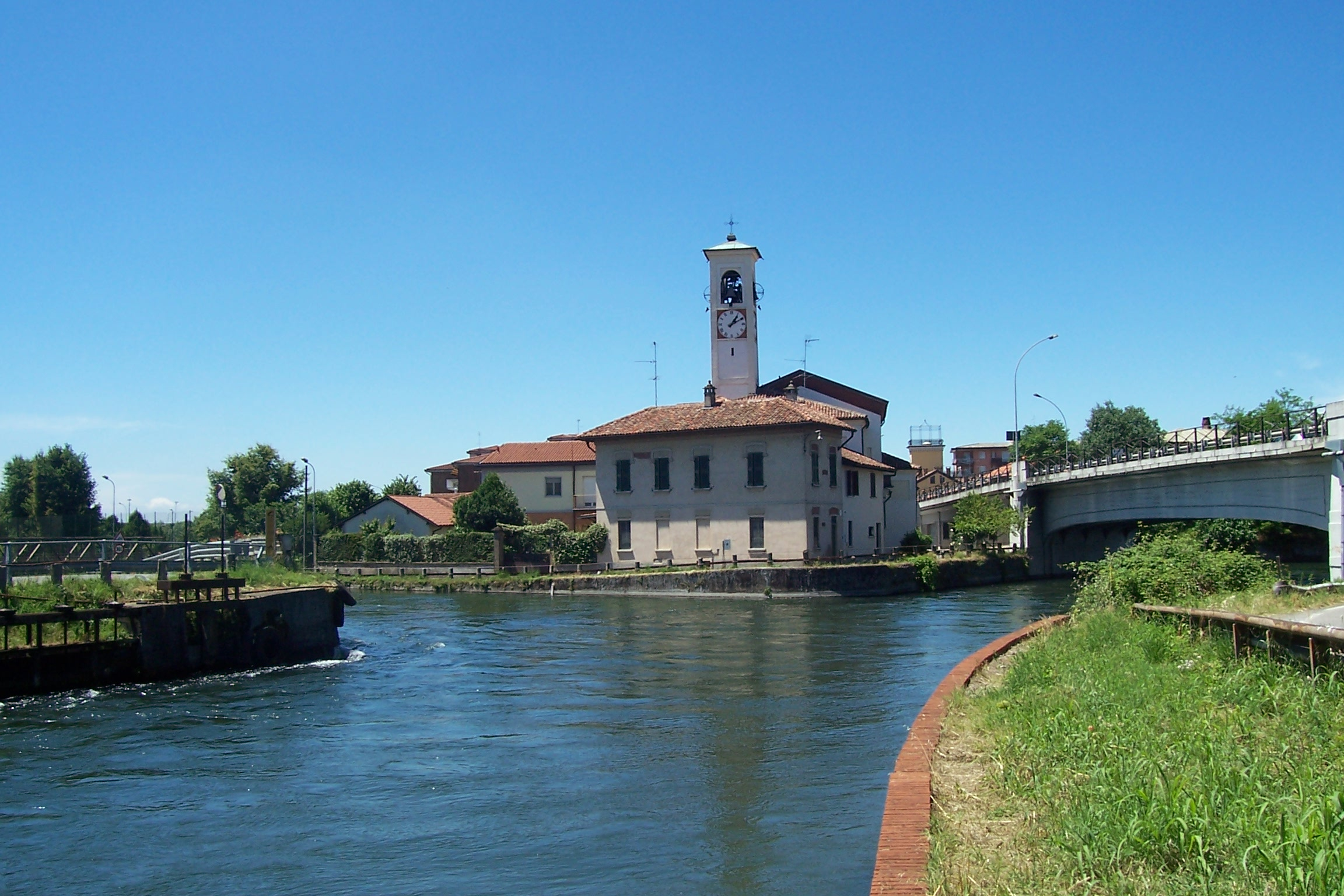
Il Naviglio Grande a Castelletto di Abbiategrasso, con l'incile del Naviglio di Bereguardo

Quattro anni più tardi, nel 1156, sempre per difendersi da Federico Barbarossa, Milano si dotò di nuove mura in legno, che vennero circondate da un ampio fossato allagato dalle acque del Seveso e del Merlata. Questo fu il secondo sistema di mura di Milano, che sono conosciute come cinta dei terraggi e che in parte inglobavano i resti del primo sistema difensivo della città, le mura romane di Milano. Da questo fossato, grazie a lavori di ampliamento effettuati nei secoli successivi terminata la sua funzione militare, ebbe origine la Cerchia dei Navigli.
Come conseguenza della distruzione di Milano del 1162, che fu opera di Federico Barbarossa, verso il 1171 si iniziarono i lavori per un più efficace sistema difensivo, questa volta in muratura e dotato di un fossato allagato dalle acque dell'Olona, che in questa occasione subì la seconda deviazione della sua storia. Contestualmente vennero realizzate le porte di Milano.
Nel 1272 parte del Canale Ticinello, quello compreso tra Abbiategrasso a Landriano, fu reso navigabile e divenne il Naviglio Grande. Il Naviglio Grande terminava nei pressi della basilica di Sant'Eustorgio, allora fuori dalla Porta Ticinese medievale. Il canale non era ancora collegato al fossato delle mura medievali di Milano che circondava la città e che in seguito diverrà la Cerchia dei Navigli; ciò avverrà dopo oltre un secolo per le esigenze della Veneranda Fabbrica del Duomo. Il Naviglio Grande fu di fondamentale importanza per lo sviluppo dei commerci, del benessere e della potenza economica e militare di Milano, che dopo la vittoria su Federico Barbarossa nella battaglia di Legnano (29 maggio 1176) vide accrescere costantemente la propria egemonia, supremazia che portò poi alla nascita della Signoria di Milano.
Ancora prima di diventare un'importante via di comunicazione il Naviglio Grande, con le sue centosedici bocche d'irrigazione, dispensava acqua nelle campagne milanesi, riversando il suo flusso in direzione sud-est e modificando profondamente l'idrografia dell'area. Nuove rogge e canali solcavano ora la pianura, ma ciò non venne reputato sufficiente. Da Milano l'acqua del Ticino riprendeva la via delle campagne attraverso un nuovo Cavo Ticinello, indipendente dal precedente, che si dirige ancora oggi verso Selvanesco (oggi quartiere della periferia meridionale di Milano) irrigando i terreni dei nuovi signori della città, i Della Torre.

### I Visconti e gli Sforza

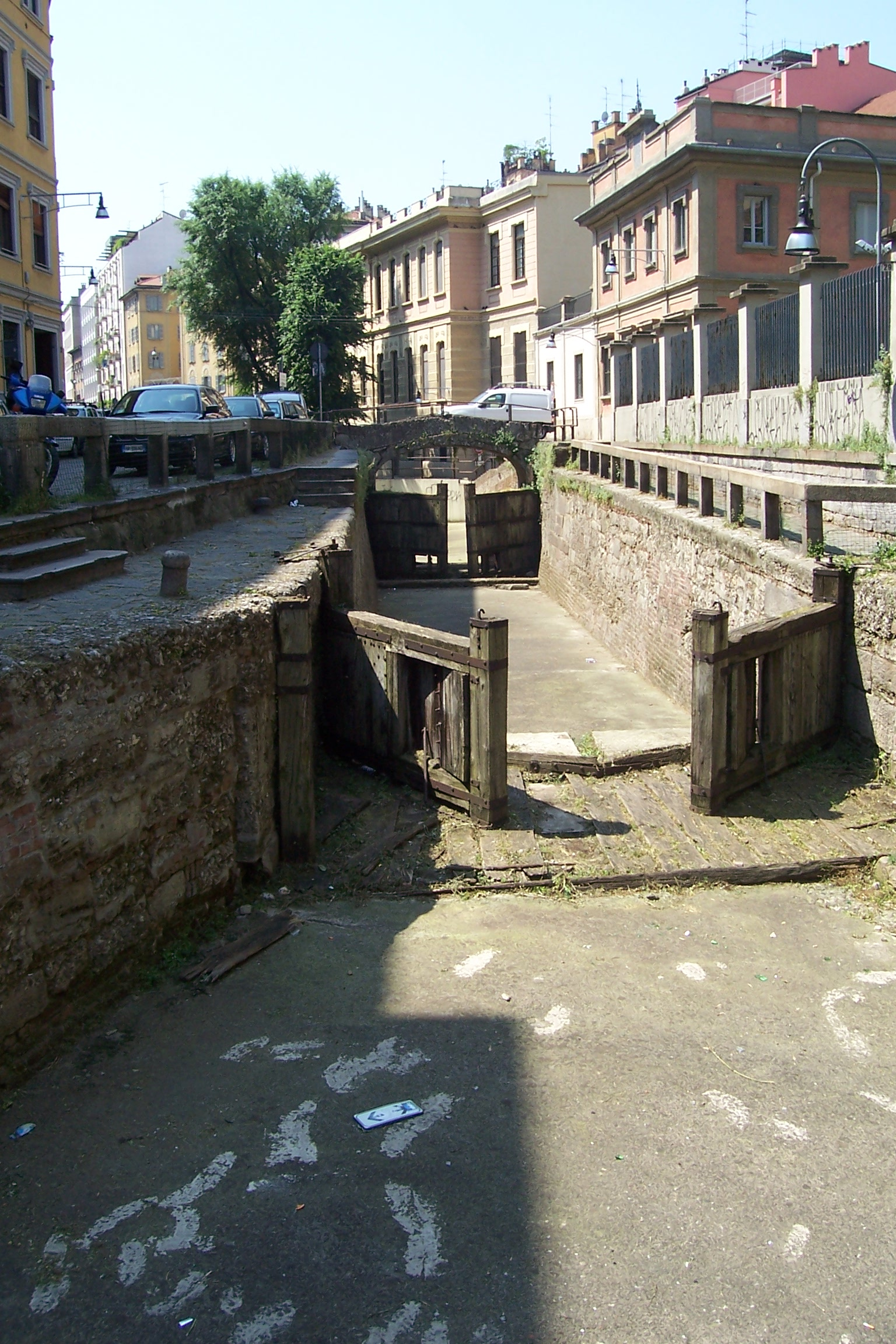
La Conca dell'Incoronata, che si trovava lungo quel tratto cittadino del Naviglio della Martesana che è stato poi interrato. È stata realizzata nel 1496

Nel 1359 Galeazzo II Visconti ordinò la costruzione di un naviglio per Pavia allo scopo di irrigare il Parco della Vernavola, area verde che si estende dal castello Visconteo di Pavia a oltre la moderna Certosa di Pavia, e di un altro aqueducto derivante dall'Adda per irrigare una sua tenuta nei pressi di Porta Giovia a Milano. Il primo divenne il Navigliaccio, mentre del secondo non restano tracce, resti che forse sono stati coperti dal Naviglio della Martesana, che fu realizzato in seguito nella stessa zona.
Dopo poco più di un secolo l'idrografia milanese cambiò ancora. La signoria dei Visconti, diventata Ducato di Milano nel 1396, perseguì con successo una politica espansionistica e la città divenne la capitale di uno Stato esteso, potente e ricco che aveva bisogno anche di simboli per sancire il proprio ruolo egemone. Gian Galeazzo volle per la sua città una cattedrale che rivaleggiasse con le maggiori d'Europa, il Duomo di Milano, la cui costruzione iniziò nel 1386.
Il Duomo di Milano, il cui nome completo è "Basilica Cattedrale Metropolitana di Santa Maria Nascente", fu ricoperta interamente in marmo di Candoglia: quest'ultimo fu portato, attraverso il Naviglio Grande, da Candoglia, che si trova sulla sponda occidentale del Lago Maggiore, direttamente a Milano in prossimità del cantiere, che distava 400 metri.
Si rese così navigabile la fossa che cingeva le mura, restringendola, approfondendola e trasformandola nella Cerchia dei Navigli, e si prolungò fino a essa il Naviglio Grande, scavando un approdo, il laghetto di Santo Stefano, dove arrivavano tutti i materiali da costruzione necessari.
Cinquant'anni dopo, nel 1438, sul tratto d'acqua che congiungeva il Naviglio Grande alla Cerchia dei Navigli venne realizzata, sotto il regno di Filippo Maria Visconti, la prima conca di navigazione dei navigli milanesi, la Conca di Viarenna. La prima Conca di Viarenna fu poi demolita per far posto alle mura spagnole di Milano (chiamate anche Bastioni) venendo sostituita da un'omonima struttura che esiste ancora oggi e che fu realizzata dalla Veneranda Fabbrica del Duomo di Milano tra il 1551 e il 1558.
Fu il successore di Filippo Maria Visconti, il duca Francesco Sforza, a far costruire il Naviglio della Martesana, canale navigabile che va da Trezzo d'Adda alla Cassina de' Pomm e che è stato reso navigabile nel 1471; fu il duca Lodovico il Moro a portarlo in città collegandolo alla Cerchia dei Navigli nel 1496 e realizzando in questo modo la congiunzione delle acque dell'Adda e del Ticino.
Nel 1470, per volontà di Francesco Sforza, era già stato completato il Naviglio di Bereguardo, che dal Naviglio Grande raggiungeva il pianoro sopra il Ticino, a nord di Pavia. Nel 1496 fu invece realizzata la Conca dell'Incoronata, che si trovava lungo quel tratto cittadino del Naviglio della Martesana che è stato poi interrato.

### Dalla dominazione spagnola al XXI secolo

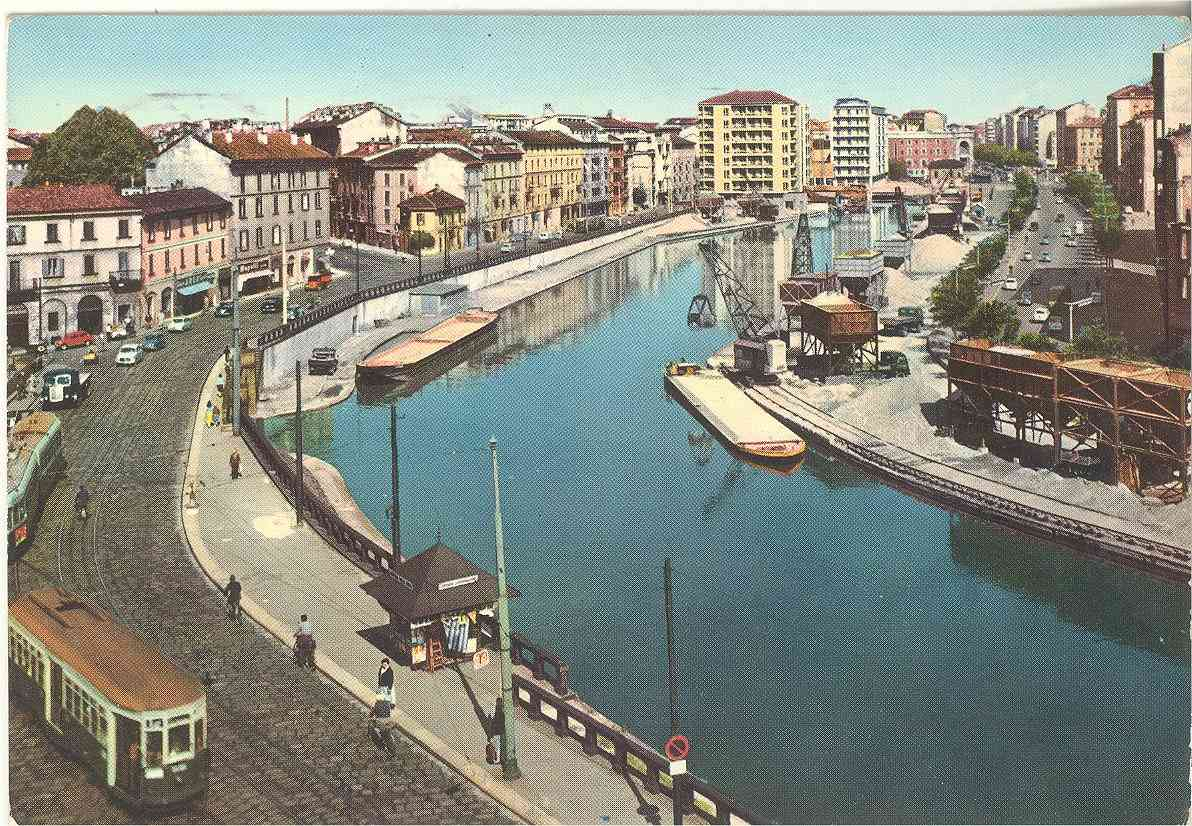
La Darsena di Milano nel 1964. Nella parte bassa della fotografia è visibile l'Edicola Radetzky

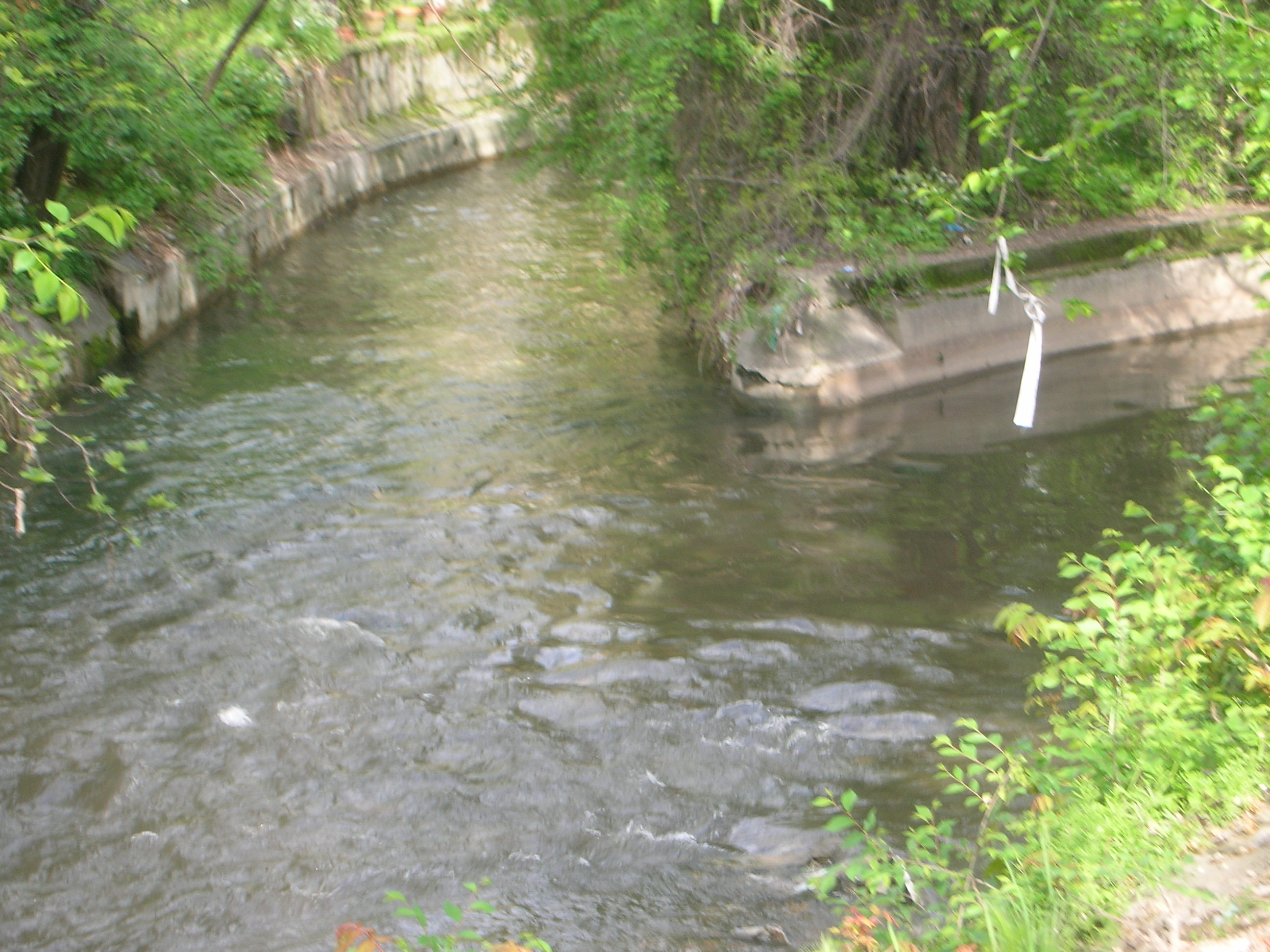
La nascita del Lambro Meridionale a Milano: parte delle acque del Naviglio Grande, a sinistra della foto, si uniscono a quelle dell'Olona

La Darsena di Porta Ticinese nel 1920

Della dominazione spagnola, sulla carta idrografica di Milano, resta la Darsena di Porta Ticinese, che venne realizzata tra il 1603 e il 1605. Per alimentare la Darsena fu deciso di deviare, per la terza volta nella sua storia, l'Olona. Dal 1603 al 1704 il fiume presentava un solo braccio terminale che finiva in Darsena, mentre su una mappa del 1722 è riportato che l'Olona si biforcasse in due rami pressoché paralleli che si riunivano prima di entrare in Darsena: l'Olona Nuova, cioè quello settentrionale che più tardi si chiamerà roggia Molinara, e l'Olona Vecchia, ovvero quello meridionale. La roggia Molinara fu poi interrata alla fine del XIX secolo prima della canalizzazione del fiume.
Nel 1919, nell'ambito della complessa revisione idrofognaria di Milano, si iniziarono a costruire i canali del percorso moderno dell'Olona, che prevedeva la deviazione di parte delle sue acque verso il Lambro Meridionale passando per la circonvallazione esterna. La diramazione che sfociava nella Darsena fu però mantenuta. La deviazione verso quest'ultima avveniva in piazza Tripoli: qui c'era una chiusa che deviava il fiume per via Roncaglia, dando inizio a quello che fu chiamato il "ramo Darsena". Col passare degli anni, e con l'aumentare dell'inquinamento dell'Olona, la portata del ramo Darsena si ridusse notevolmente. Alla fine degli anni ottanta del XX secolo fu infine azzerata per "rischio idrogeologico e pericolo di inquinamento" della Darsena e delle acque che ne uscivano a scopo irriguo o di navigazione.

Il ramo Darsena del fiume Olona in via Ghisleri a Milano prima della copertura

Il Naviglio Pavese nacque dall'esigenza di Milano di essere collegata al mare, che si era già realizzata in tempi remoti attraverso la Vettabbia e il Lambro, e, dal 1470, grazie anche al Naviglio di Bereguardo. Questi erano però percorsi disagevoli per il tratto stradale che divideva il canale dal Ticino e dalla altre vie d'acqua, problema che causava estenuanti trasbordi a dorso di mulo o addirittura il traino di barche cariche dal fiume al canale. Ciò consentiva a Pavia un completo controllo sui traffici da e per Milano. Il primo tentativo di scavo del Naviglio Pavese, canale che servì proprio a spezzare l'egemonia di Pavia nei traffici verso Milano, fu fatto durante la dominazione spagnola. I lavori si arrestarono nel 1610 poco oltre la seconda conca, all'incrocio con il Lambro Meridionale.
Nel 1706 alla dominazione spagnola subentrò quella austriaca che durò praticamente per l'intero secolo. L'assolutismo illuminato di Vienna creò le condizioni per la ripresa del territorio e dell'economia, ma le guerre assorbirono molte risorse e dei navigli di Milano si tornò a parlare solo dopo il 1770. Il completamento dell'opera si ebbe durante l'epoca napoleonica: con la costruzione della strada del Sempione tra il 1800 e il 1805 diventò naturale pensarne un'estensione verso il Po e il mare attraverso il Naviglio Pavese. Fu poi lo stesso Napoleone a stabilirne la costruzione. I lavori partirono nel giugno del 1807, si interruppero dal 1813 al 1817 per la caduta di Napoleone, e furono conclusi a metà del 1819. L'arciduca Ranieri Giuseppe d'Asburgo-Lorena, viceré del nuovo Regno Lombardo-Veneto austriaco, poté inaugurare solennemente il Naviglio Pavese il 16 agosto dello stesso anno. Furono sempre gli austriaci a realizzare alcune opere che, seppure lontane da Milano, furono fondamentali per la navigabilità tra i laghi Maggiore e Lario: i lavori per il Naviglio di Paderno, che furono iniziati nel 1777, e la realizzazione del Cavo Redefossi, che venne costruito tra il 1783 e il 1786.

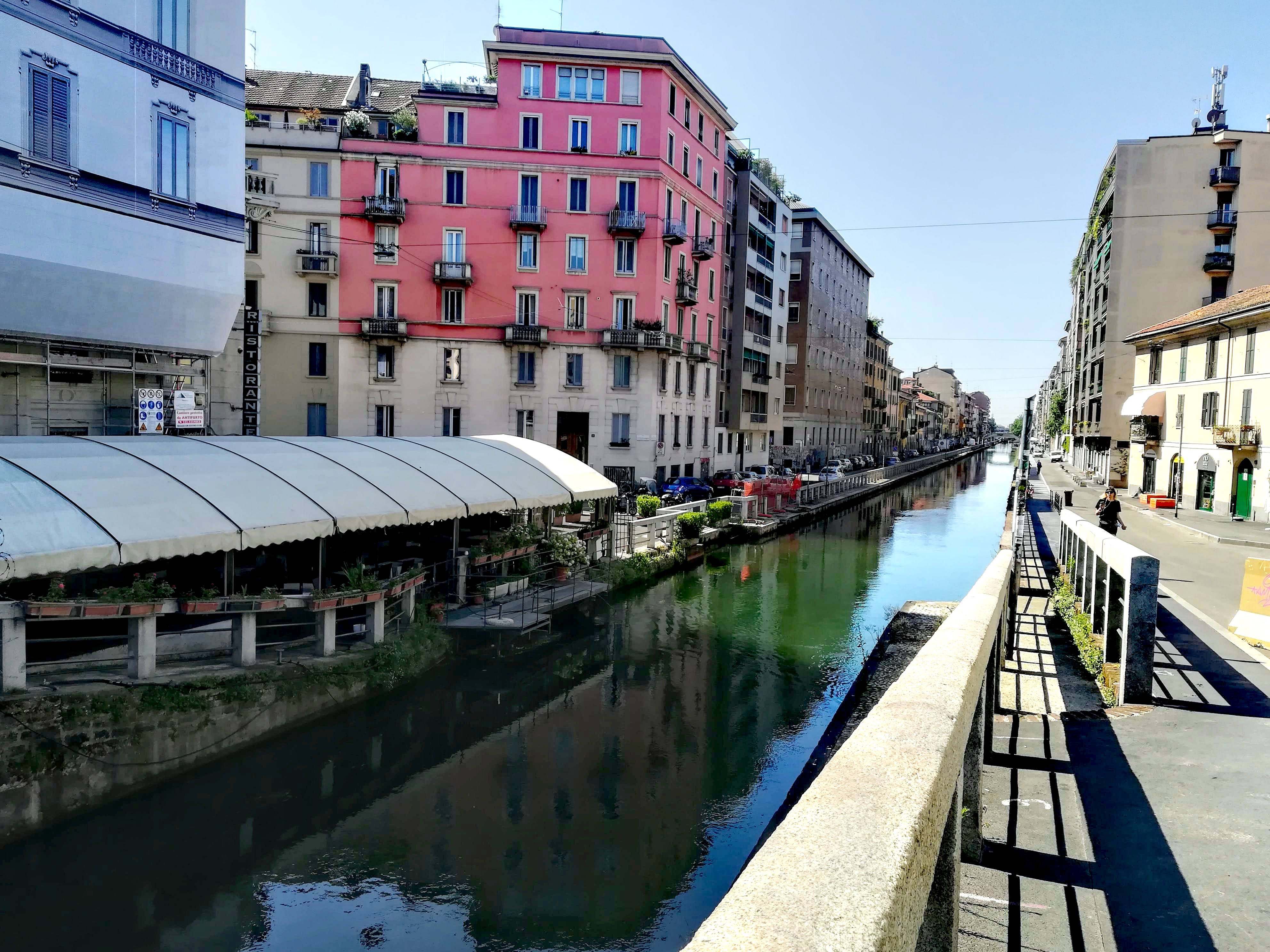
Il Naviglio Pavese subito dopo l'incile, che si trova a Milano in corrispondenza della Darsena

Dal XVII al XIX secolo, nella fascia di territorio tra la Cerchia dei Navigli e le mura spagnole di Milano, furono costruite sontuose ville con giardini ricchi di giochi d'acqua e, soprattutto, con i mille rivoli d'acqua derivata dai navigli, acqua che serviva anche per irrigare i loro orti: verdure e frutta non sopportavano i lunghi viaggi e così venivano coltivati direttamente in città. Queste nobili dimore sono collocate per la stragrande maggioranza nella parte nord della città, dove l'acqua dei navigli era ancora fresca e limpida. Attorno alle porte sudorientali (Ticinese e Lodovica) si addensarono quelli che diventeranno i "quartieri popolari" della città, dove l'acqua, più sporca, diventava un "mezzo di lavoro".
Al completamento dell'idrografia milanese manca il canale Villoresi, realizzato tra il 1877 e il 1890, quando in città era già stato interrato il laghetto di Santo Stefano e già coperte diverse rogge, tra le quali l'Acqualunga, che scendeva da Precotto per lo stradone di Loreto dando acqua ai ruscelli dei neonati Giardini di Porta Venezia. E vanno ricordati, anche se il primo ebbe vita assai breve, il Porto di Mare, l'infrastruttura che avrebbe dovuto consentire la sopravvivenza del sistema idroviario di Milano con la costruzione di un porto destinato a sostituire la Darsena di Porta Ticinese (i lavori però non furono mai conclusi) e l'idroscalo di Milano (1928), uno specchio d'acqua destinato all'ammaraggio degli idrovolanti che è situato a Segrate, nelle vicinanze dell'Aeroporto di Milano-Linate.

## Corsi d'acqua che attraversano Milano
Questo è un elenco dei corsi d'acqua che interessano la città, con la distinzione tra quelli che l'attraversano e tra quelli esterni al territorio comunale di Milano, con una seconda divisione tra i corsi d'acqua naturali e quelli artificiali.

### Principali corpi d'acqua cittadini
I corsi d'acqua principali che attraversano Milano sono:
Naturali
- Fiume Olona
- Fiume Lambro
- Fiume Seveso
- Torrente Merlata
- Torrente Pudiga (chiamato anche Mussa o Fugone)
- Torrente Garbogera
- Fontanile Molia
- Fontanile di Macconago
- Fontanile dell'Acqualunga[40]

Artificiali
- Naviglio Grande
- Naviglio della Martesana
- Naviglio Pavese
- Darsena di Porta Ticinese
- Vettabbia
- Cavo Ticinello
- Cavo Redefossi

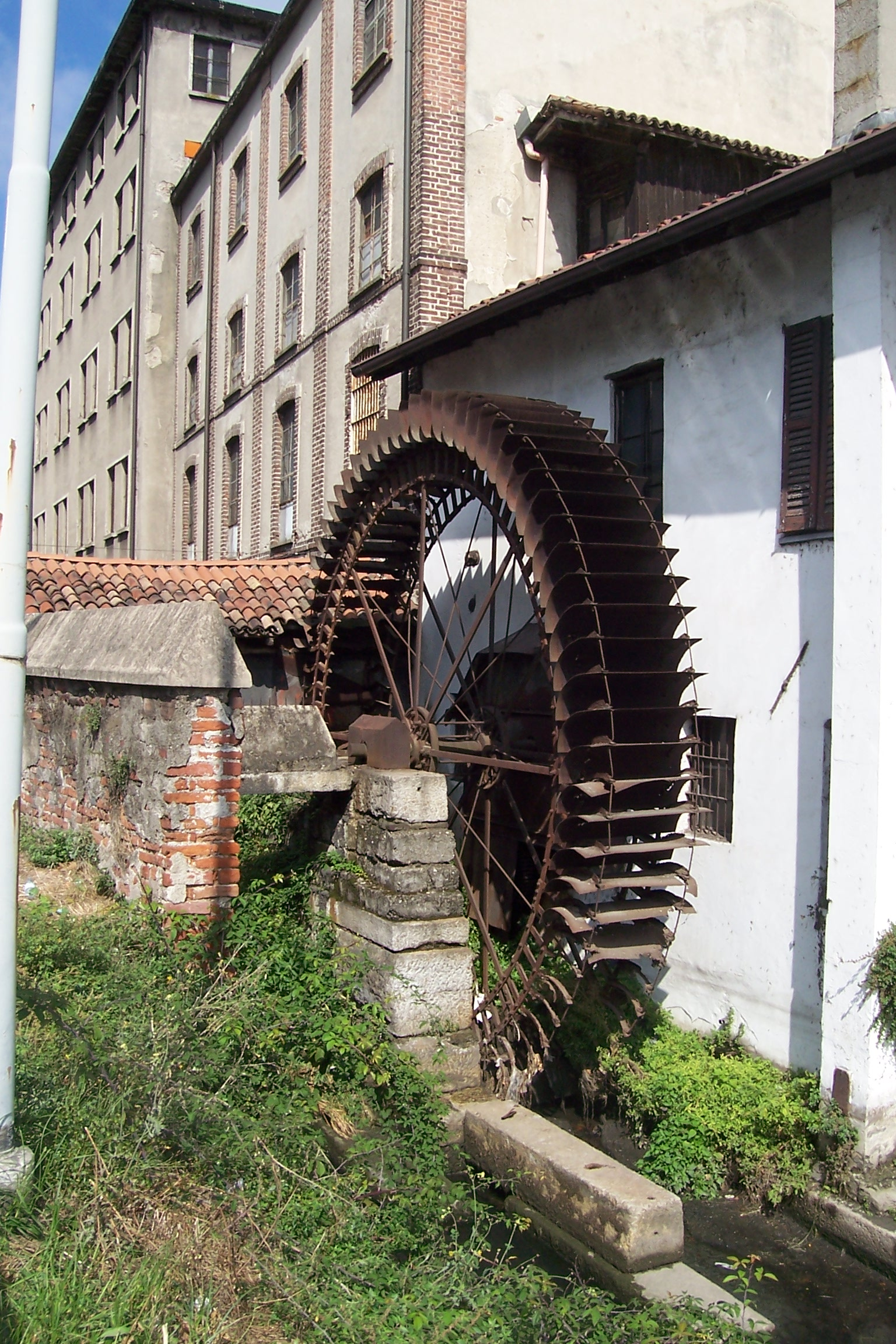
Il mulino Fiocchi, che si trova a San Giuliano Milanese e che è attivo ancor oggi, conserva la vecchia ruota sulla derivazione del Redefossi

- Canali Grande Sevese e Piccolo Sevese
- Colatore Lambro Meridionale
- Deviatore Olona
- Cavo Taverna
- Roggia Braschetta
- Roggia Gerenzana

### Principali corsi d'acqua dell'area metropolitana di Milano
I corsi d'acqua principali dell'area metropolitana di Milano sono:
Naturali
- Fiume Olona meridionale (o inferiore)

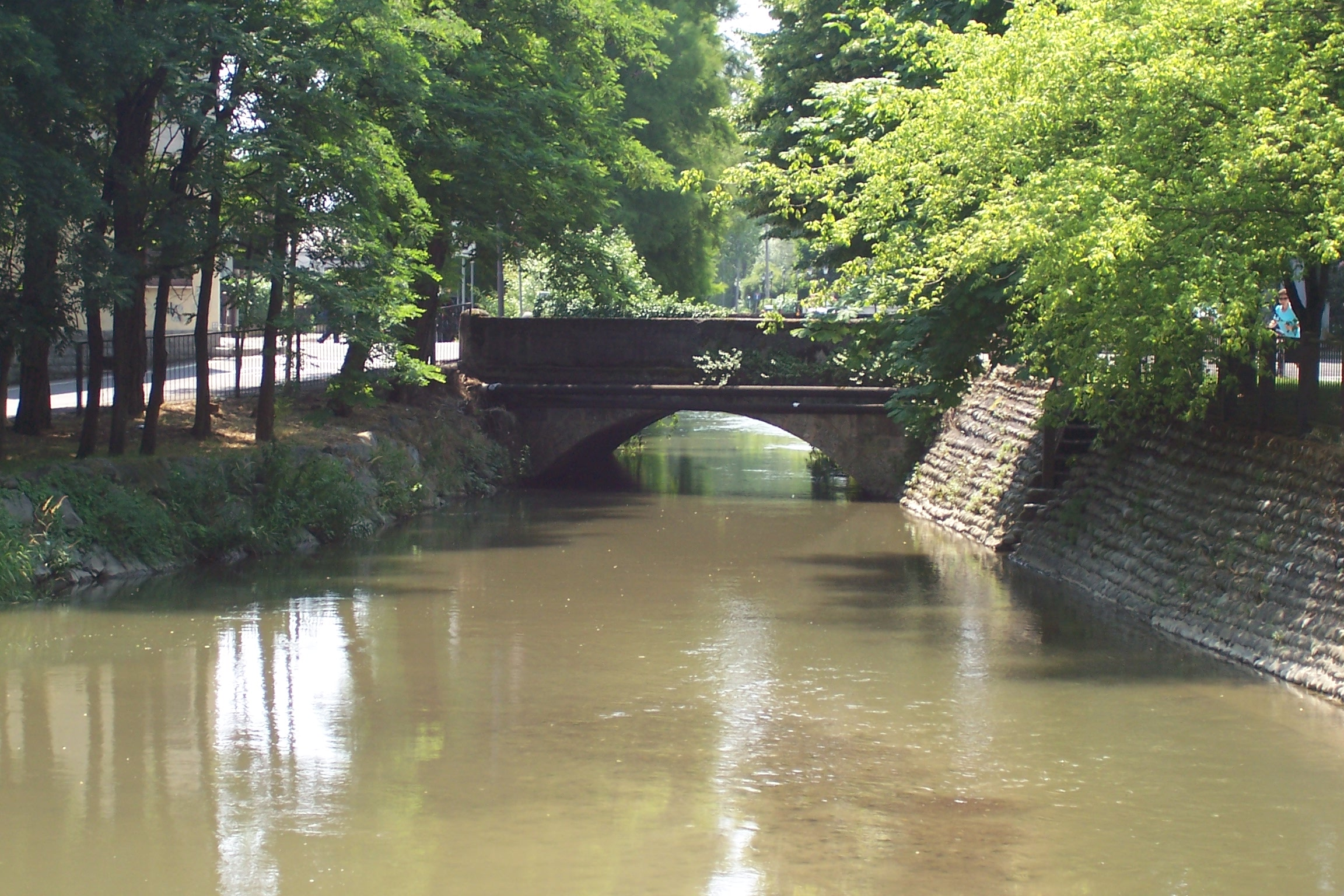
L'incile del Navigliaccio dal Canale Ticinello a Binasco

- Torrente Lura
- Torrente Bozzente
- Torrente Guisa
- Torrente Nirone
- Torrente Lombra
- Torrente Cisnara
- Torrente Molgora

Artificiali
- Navigliaccio
- Canale Ticinello
- Canale Villoresi
- Canale Scolmatore di Nord Ovest
- Cavo Pizzabrasa
- Cavo Carlesca
- Roggia Lirone

## I corsi d'acqua principali

### Il Lambro

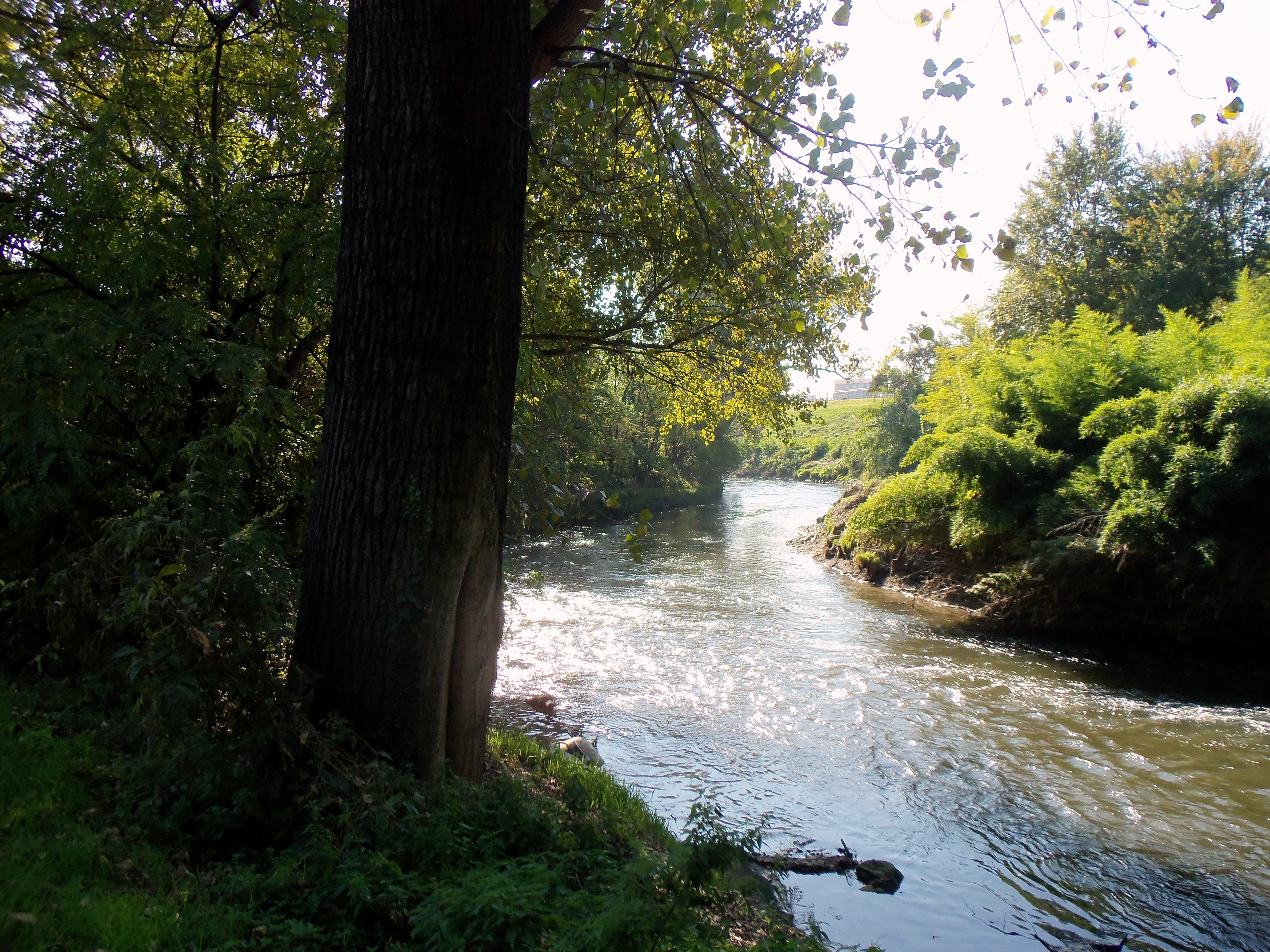
Il Lambro a Milano nel parco Forlanini

Il Lambro scende dal triangolo lariano lungo la Valassina, attraversa la Brianza, compreso il suo capoluogo, Monza, e i comuni di Brugherio, Sesto San Giovanni e Cologno Monzese. A Milano scorre quasi interamente a cielo aperto, bagnandone la fascia orientale per circa dieci chilometri. Entra a Milano nel territorio comunale da Cascina Gobba, attraversa i quartieri di Cimiano, parco Lambro, Lambrate, Ortica-parco Forlanini, Ponte Lambro e Monluè. Il Lambro entra a questo punto nel comune di Peschiera Borromeo, dove è collocato uno dei tre depuratori del capoluogo lombardo (Milano sudest), impianto che scarica parte delle acque depurate nel Lambro e che ne riceve parte delle acque inquinate.
A Lambrate c'era lo stabilimento meccanico della Innocenti, che nel dopoguerra lanciò uno scooter che ebbe grande successo commerciale in tutto il mondo con il nome di "Lambretta", denominazione ispirata al fiume. Nel tratto milanese il Lambro riceve la roggia Lirone, emissario dell'Idroscalo di Milano. A Corte Sant'Andrea di Senna Lodigiana il Lambro sfocia nel Po, con una portata media di 12 m³/s.
Fino al 2005 il Lambro riceveva lungo il suo percorso quasi tutti gli scarichi fognari di Milano, in parte direttamente (bacino est) e in parte tramite la Vettabbia, il Cavo Redefossi (entrambi colatori del bacino centrale) e il Lambro Meridionale (che raccoglieva a sua volta quelli del bacino occidentale). Con l'entrata in funzione del sistema di depurazione delle acque del capoluogo, la situazione è radicalmente cambiata.

### Seveso, Redefossi, Garbogera e il Naviglio della Martesana

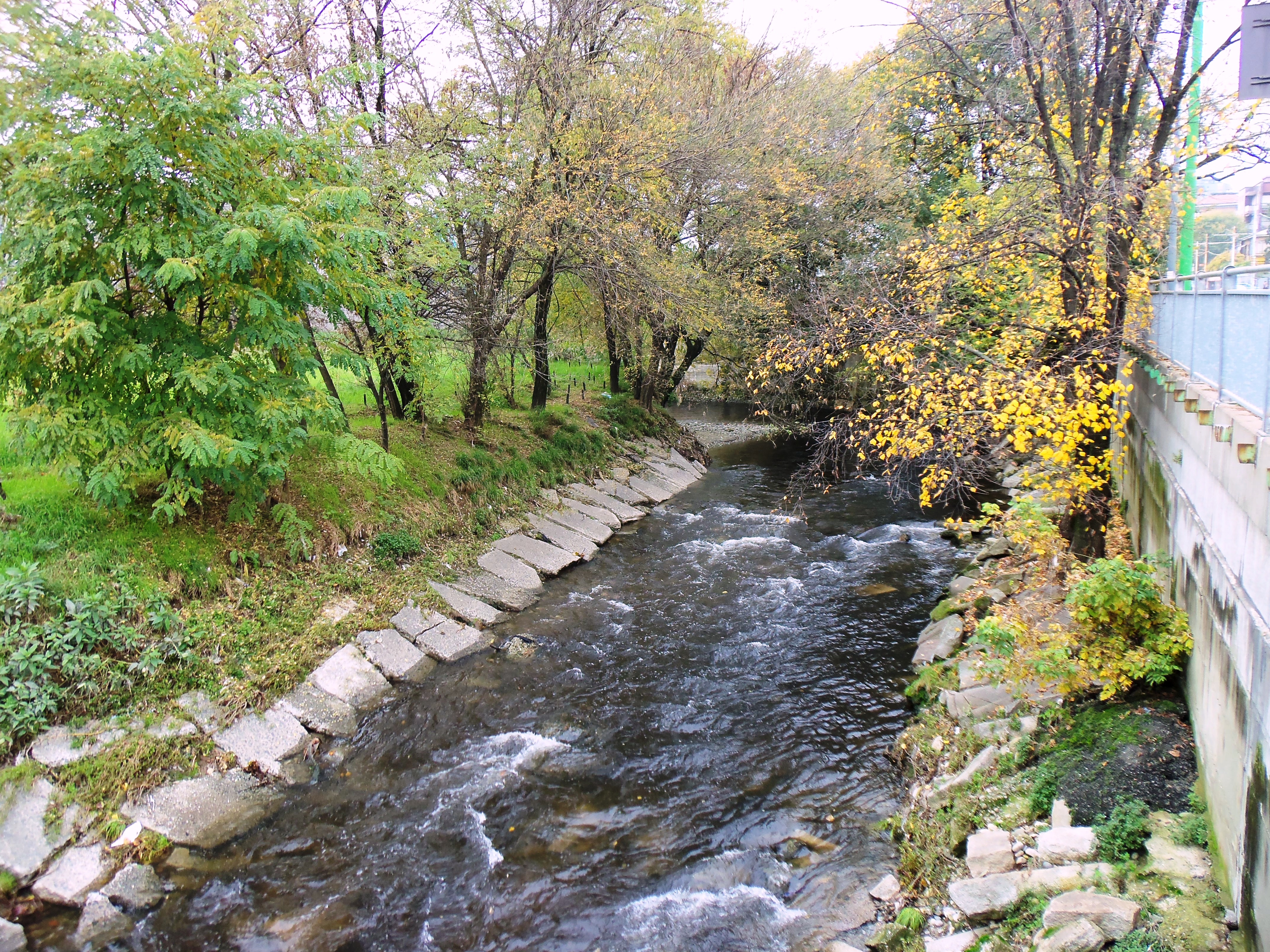
Il Seveso a Bresso, dal ponte di via Aldo Moro, che segna il confine con Milano

Il Seveso Nasce a Cavallasca, in provincia di Como, sul Monte Sasso, in prossimità della frontiera tra l'Italia e la Svizzera, a quota 490 m s.l.m. Tra Cavallasca e Paderno Dugnano contribuisce a formare il confine occidentale della Brianza. Il Seveso scorre oggi coperto per quasi nove chilometri dal confine comunale tra Bresso e Milano alla confluenza nel Naviglio della Martesana, che pone fine al suo corso. L'attuale "foce" del Seveso nel Naviglio della Martesana è al di sotto del manto stradale di via Melchiorre Gioia a Milano, all'altezza di via Giacomo Carissimi. Ha avuto il non invidiabile soprannome fiume nero dato per il colore delle sue acque.
In origine, come già accennato, il Seveso raggiungeva il centro storico di Milano sfiorando l'abitato sul suo lato orientale. L'alveo naturale del Seveso transitava nei pressi delle mura medievali, da Porta Orientale medievale a Porta Romana medievale, seguendo poi il percorso del Cavo Redefossi e sfociando nel Lambro a Melegnano: il Cavo Redefossi rappresenta quindi la parte finale dell'antico alveo naturale del Seveso prima della modifica del suo percorso, che fu opera degli antichi Romani

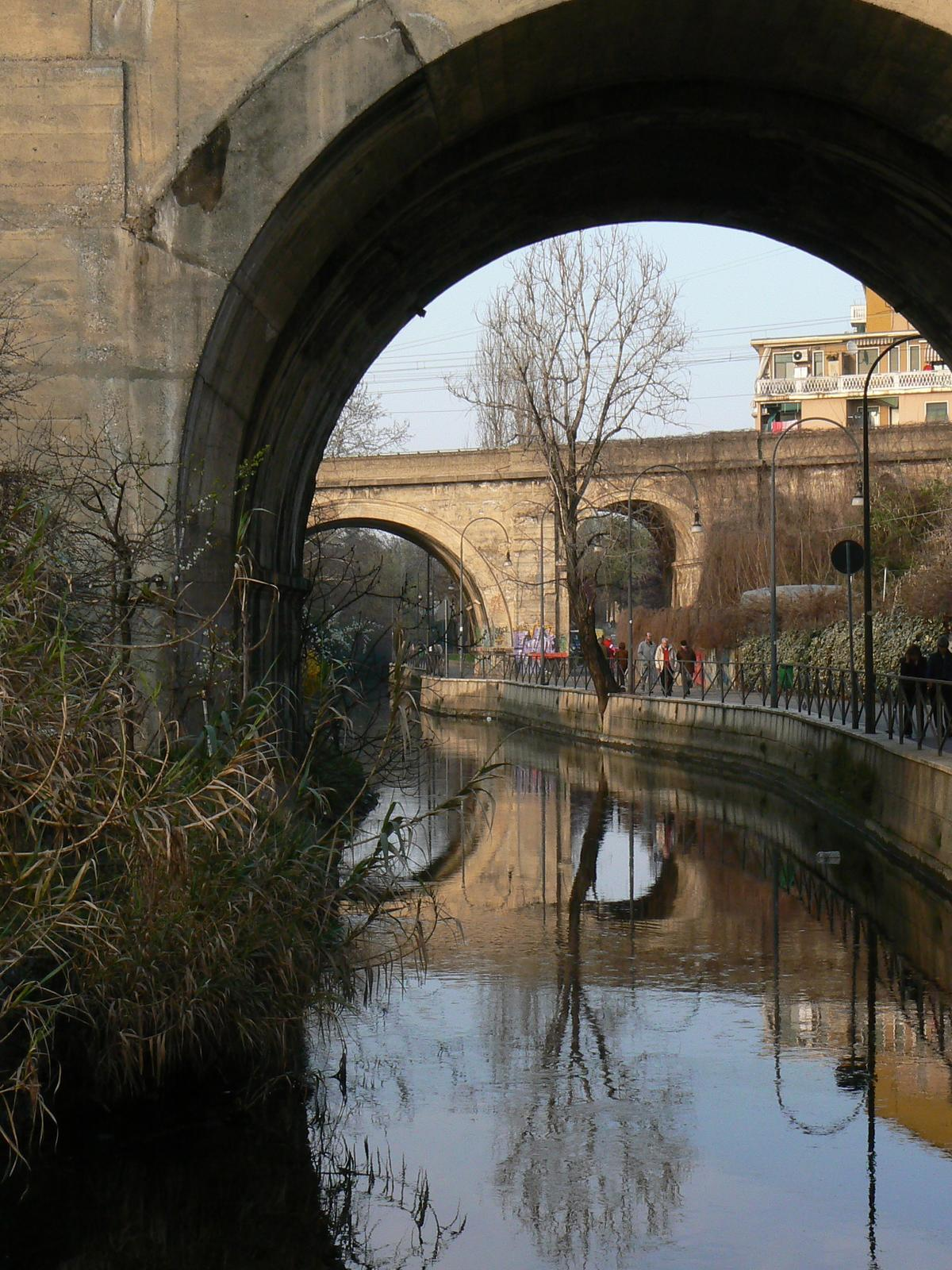
Il Naviglio della Martesana, entrando a Milano, sottopassa varie linee ferroviarie

Il Cavo Redefossi è un canale artificiale che nasce a Milano in zona Porta Nuova all'altezza del ponte delle Gabelle dalle acque del Naviglio della Martesana e che sfocia nel Lambro a Melegnano. Generalmente si data la costruzione del Cavo Redefossi nella forma attuale tra il 1783 ed il 1786, quando il governo austriaco di Milano ne operò una nuova inalveazione per evitare le frequenti esondazioni causate dalle piene del Seveso che interessavano Porta Romana, Porta Vittoria e Porta Lodovica. Fu poi prolungato alla fine del XVIII secolo per evitare quelle nell'immediato hinterland a sud; il Canale Scolmatore di Nord Ovest, che va da Paderno Dugnano al Ticino, è stato costruito a partire dal 1954 per rimuovere il problema a monte dell'area metropolitana di Milano: gli ultimi allagamenti nell'area nord della città sono datati giugno, agosto e settembre 2010, con quest'ultimo che ha provocato danni assai gravi.
Il Naviglio della Martesana, che proviene dall'Adda, non ha problemi di piene eccessive (scarica comunque le sue acque di eccesso nel Lambro, che scavalca prima di entrare a Milano) mentre la sua storia, nei primi secoli, è stata caratterizzata dall'insufficienza del livello d'acqua necessario alla navigazione. Oggi termina il suo percorso a cielo aperto alla Cassina de' Pomm, dove terminava prima che Lodovico il Moro lo portasse in città. Il Naviglio della Martesana scompare oggi sotto la superficie stradale tombinato.
Del bacino del Seveso fa parte anche il Garbogera, torrente che attraversa la provincia di Monza e della Brianza, la provincia di Milano e il Parco delle Groane. A Milano percorre tombinato via Bovisasca per poi deviare verso est e solcare sotto il manto stradale i viali della circonvallazione esterna. Il Garbogera sottopassa poi il Naviglio della Martesana nei pressi della confluenza del Seveso nel canale citato. Prosegue il suo corso piegando verso sud e percorrendo tombinato viale Molise a viale Puglie per poi confluire nel Cavo Redefossi lungo corso Lodi. All'inizio del 2000 buona parte delle sue acque sono state immesse nella fognatura di Milano all'altezza del dismesso scalo merci Farini. Fu protagonista in passato di episodi di inquinamento grave per la presenza di scarichi abusivi. Oggi nei brevi tratti un cui scorre libero tra Cesano Maderno, Bollate e Novate è in condizioni migliori del Seveso.
La copertura e la tombinatura del Seveso a Milano avvennero gradualmente, con l'espandersi della città. Le prime datano dalla fine del XIX secolo e riguardarono il tratto dalla Martesana a Porta Nuova, iniziando dalle mura spagnole e risalendo fino a via Ponte Seveso e in un secondo tempo fino al Naviglio della Martenana, in via Melchiorre Gioia. Sulla destra della Martesana fino a viale Zara (piazzale Istria) a partire dagli anni trenta, mentre i successivi sono una conseguenza del piano regolatore generale della città del 1953 e si estesero verso la periferia, prima sino a Niguarda poi lungo la via Ornato, fino al confine comunale con Bresso in anni più recenti.

### L'Acqualunga e la roggia Gerenzana

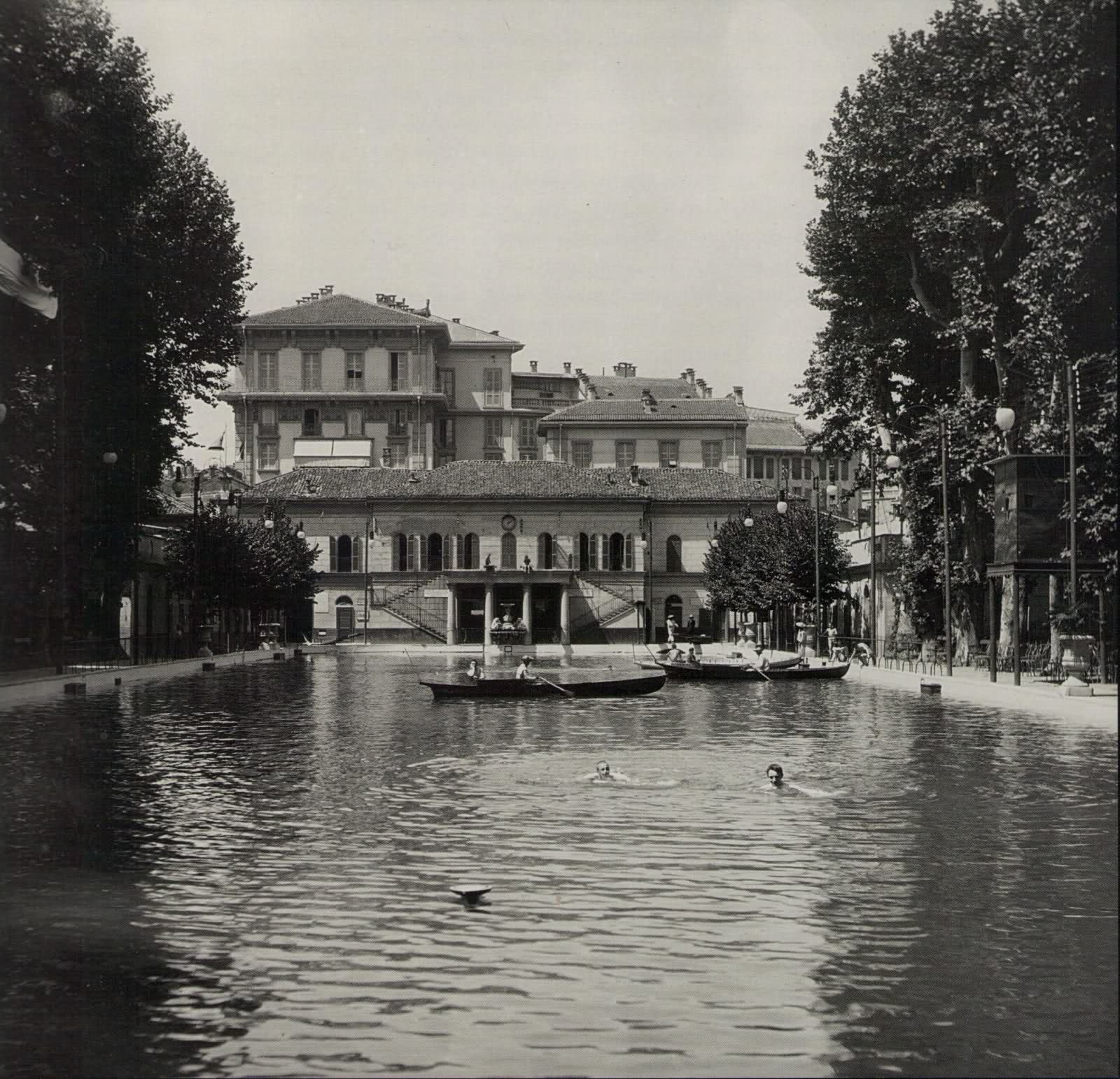
Il Bagno di Diana nel 1906. La vasca era alimentata dalla roggia Gerenzana

Sono legati in diverso modo al Seveso due corsi d'acqua, l'Acqualunga e la roggia Gerenzana, che scorrono completamente tombinati e invisibili nei loro percorsi. Il primo è un fontanile che nasce a Precotto, lungo viale Monza. Ai tempi degli antichi Romani era forse un affluente del Seveso e con esso contribuiva all'approvvigionamento idrico di Milano: vi è chi sostiene che nella città arrivasse autonomamente e che confluisse qui nel Grande Sevese.
Al suo attraversamento si attribuiscono i resti di un supposto ponte romano rinvenuti a San Babila. In tempi storicamente più documentati, l'acqua del fontanile scorreva copiosa nel parco di Villa Finzi a Gorla dove formava un laghetto; arrivava poi a piazzale Loreto e discendeva per gli attuali corsi Buenos Aires e Venezia, bagnando gli orti di Porta Orientale e formando, alla fine del XIX secolo, i ruscelli dei Giardini Pubblici di Porta Venezia. In via Scarlatti, tra gli edifici dei civici numeri 2 e 4, si vedono ancora i resti dell'antico canale dove passava la roggia Acqualunga. Scorreva poi parallela alla roggia Gerenzana in via Spallanzani e fu, come ricordato, il primo corso d'acqua milanese sacrificato alla viabilità, dato che fu deviato nel Redefossi.
Dal Seveso nasce anche la roggia Gerenzana, in origine direttamente dal fiume, e successivamente, quando questo fu portato a unire le sue acque con il Naviglio della Martesana, da questo nuovo nodo idrico. Rappresentava un "diritto d'acqua", ovvero una roggia privata in sostanza, dei marchesi Brivio Sforza di cui irrigava le proprietà a San Giuliano Milanese, e ha mantenuto lo stesso percorso, pur spostato poco più a oriente di un tempo; gli ultimi tratti ai confini di Milano sono stati tombinati nel 1999.
A Porta Orientale la roggia alimentava con le sue acque depurate, fatte filtrare attraverso strati di sabbia e ghiaia, il Bagno di Diana, la prima lussuosa piscina all'aperto di Milano e, subito prima, in via Sirtori, attraversava lo stabilimento (con deposito di carrozze, officine e scuderie) della Società Anonima Omnibus, che gestiva il trasporto pubblico milanese e che aveva la necessità di abbeverare fino a cinquecento cavalli. Vi è ancora un tratto scoperto della roggia Gerenzana tra via Spallanzani e via Sirtori, dietro il cortile di un noto supermercato.

### L'Olona

Lo straripamento dell'Olona a Milano nel 1917 sulla moderna piazza De Angeli

L'Olona da piazza Napoli verso piazzale Bolivar a Milano prima della copertura

L'Olona oggi scorre invisibile tombinato sotto il manto stradale per gran parte del suo percorso cittadino. Come già accennato, è stato deviato dagli antichi Romani dal suo antico alveo naturale a Lucernate, frazione di Rho, verso Milano, tra il I e il II secolo d.C. In epoca romana l'Olona raggiungeva Milano con il nome di "Vetra".
Oggi l'Olona, superata Rho, giunge a Pero. Dopo un tratto iniziale ancora all'aperto, l'Olona inizia a scorrere sotto il manto stradale e giunge a Milano attraversando dapprima i quartieri Gallaratese e QT8, dove raccoglie le acque del fiume Merlata. Nel tratto sotto piazza Stuparich riceve la confluenza del torrente Pudiga. L'Olona costeggia quindi i quartieri Lampugnano e San Siro, per poi proseguire sotto i viali della circonvallazione filoviaria. Il percorso sotto la circonvallazione è stato canalizzato nei primi due decenni del XX secolo e coperto in un periodo che va dal 1950 al 1970. All'uscita da questo tratto coperto, dopo avere sottopassato il Naviglio Grande, l'Olona termina il suo corso confluendo nel Lambro Meridionale.
L'Olona, prima della costruzione di argini e canali scolmatori, è stato un fiume che ha flagellato con frequenti esondazioni le aree che attraversa. Considerando gli ultimi quattro secoli, si possono contare più di 70 alluvioni. La prima di cui si ha notizia sui documenti si è verificata nel 1584 a Legnano. L'ultima esondazione che ha fatto danni ingenti si è invece verificata il 13 settembre 1995, mentre l'ultima in ordine cronologico è avvenuta il 29 luglio 2014. Tra quelle più recenti, le tre esondazioni che hanno fatto più danni in assoluto sono state quelle del 1911, del 1917 e del 1951. Quella più devastante è stata quella del 1951, che si è verificata in concomitanza con l'alluvione del Polesine.

I lavori di copertura dell'Olona in viale Murillo a Milano

Per quanto riguarda l'antico alveo naturale dell'Olona, quello che il fiume percorreva prima della sua deviazione verso Milano, uno dei più importanti studi per determinarne il percorso fu fatto dall'ingegnere Felice Poggi, che analizzò, più in generale, la storia di tutta l'idrografia milanese. Nel 1911 Poggi affermò che i due Olona, quella che sfocia nel Lambro Meridionale e il corso d'acqua che si scarica nel Po a San Zenone, costituivano fino ai primi anni dell'Era volgare un solo fiume che aveva una lunghezza complessiva di 120 km. Tale ipotesi è stata confermata anche da studi successivi.

L'Olona tra piazza Domenico Ghirlandaio e viale Daniele Ranzoni a Milano prima della copertura

Da Lucernate, per trovare l'antico alveo naturale dell'Olona seguendo le pur minime ondulazioni e le ridottissime variazioni altimetriche del terreno, si arriva a Cascina Olona (frazione di Settimo Milanese; è indicativo il toponimo), a Baggio e a Corsico, con una possibile variante che da Settimo porterebbe a Muggiano e a Trezzano sul Naviglio (o a Cesano Boscone). Nelle località contigue di Cesano Boscone, Corsico e Trezzano sul Naviglio, che sorgono tutte e tre sul Naviglio Grande, è possibile individuare due corsi d'acqua che potrebbero scorrere - verso sud - nell'antico alveo naturale dell'Olona fino a Binasco: a Trezzano sul Naviglio e Cesano Boscone la roggia Belgioioso, mentre a Corsico la roggia Vecchia.
Da Binasco, con la derivazione del Canale Ticinello, si giunge poi poco più a sud, nel territorio di Lacchiarella, dove le rogge Colombana e Carona portano acqua alla rete irrigua dando origine al Roggione. Il Roggione, quando alla cascina Settimo di Bornasco riceve la roggia Olonetta, cambia nome in Olona inferiore (o meridionale). L'Olonetta, assieme alla roggia Misana, proviene da un fontanile di Misano Olona, pochi chilometri a monte. Ripreso il vecchio corso e il suo nome, l'Olona meridionale sfocia nel Po a San Zenone.
I due Olona non hanno un'idrografia autonoma: all'altezza di Rozzano, dal Lambro Meridionale, diparte un ramo che si dirige verso sud-ovest acquisendo vigore grazie all'apporto idrico fornito da fontanili e canali artificiali. Questo corso d'acqua confluisce poi nell'Olona meridionale. L'omonimia dei due fiumi non è quindi di origine imitativa o etimologica, ma è dovuta al fatto che originariamente si trattava di due tronconi dello stesso fiume, deviato dagli antichi Romani nel suo tratto superiore verso Milano per portare acqua al fossato delle mura difensive della città. È in progetto la riconnessone dei due Olona con la costruzione di un alveo artificiale che riprenderebbe l'antico corso del fiume. 

### Il Lambro Meridionale

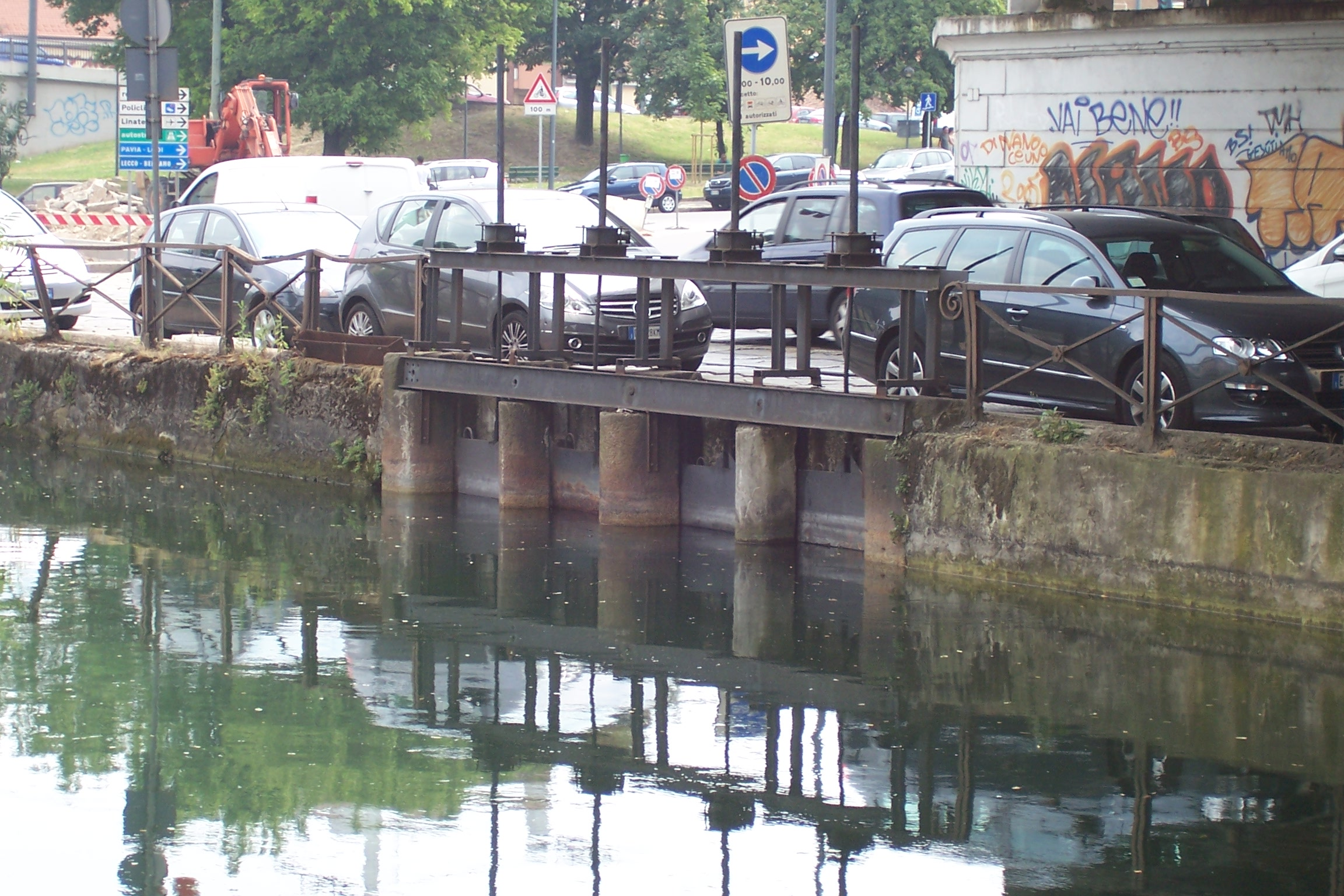
Le chiuse che danno origine allo scaricatore del Naviglio Grande da cui nasce poi il Lambro Meridionale grazie alla confluenza, più a valle, con l'Olona

La maggior parte degli studiosi di idrografia descrivono l'Olona ed il Lambro Meridionale come un solo corso d'acqua che sfocia nel Lambro, di cui è il maggiore affluente, a Sant'Angelo Lodigiano e che ha una lunghezza complessiva di 121 km. Il Lambro Meridionale nasce dalla confluenza dell'Olona con uno scaricatore del Naviglio Grande (che serve a far defluire le acque in eccesso di quest'ultimo) in località San Cristoforo a Milano.
Originariamente, alla sua sinistra idrografica, il Pudiga, in luogo dell'Olona, riceveva il Bozzente. Il Bozzente in origine aveva infatti un alveo naturale autonomo che lo portava a raccogliere le acque del Lura e del Merlata per poi confluire nel Pudiga. L'Olona, che è stato deviato verso il Bozzente, e quindi verso Milano, dagli antichi Romani, proseguiva originariamente lungo il suo alveo naturale verso sud attraversando la moderna Settimo Milanese e passando a diversi chilometri da Milano per poi percorrere l'alveo del moderno Olona inferiore o meridionale e sfociare quindi nel Po a San Zenone. Con questa deviazione l'Olona cessò di esistere come fiume continuo dalle sorgenti alla foce. Il tratto milanese dell'Olona corrisponde pertanto agli antichi alvei naturali del Bozzente e del Pudiga.
Va ricordato che Milano, fino agli inizi degli anni duemila, ha sempre adottato per lo scarico delle sue acque (meteoriche o di fogna) quella che potremmo chiamare "depurazione biologica", cioè lo sversamento nelle campagne; ma se per secoli questo ha significato una concimazione gratuita ed efficace del suo territorio, ritenuta persino uno dei fattori determinanti del suo benessere, con il crescere della popolazione, della consapevolezza igienica e soprattutto con il moltiplicarsi degli inquinanti di origine industriale, il sistema è diventato controproducente, e quindi si è resa necessaria la costruzione di depuratori. 

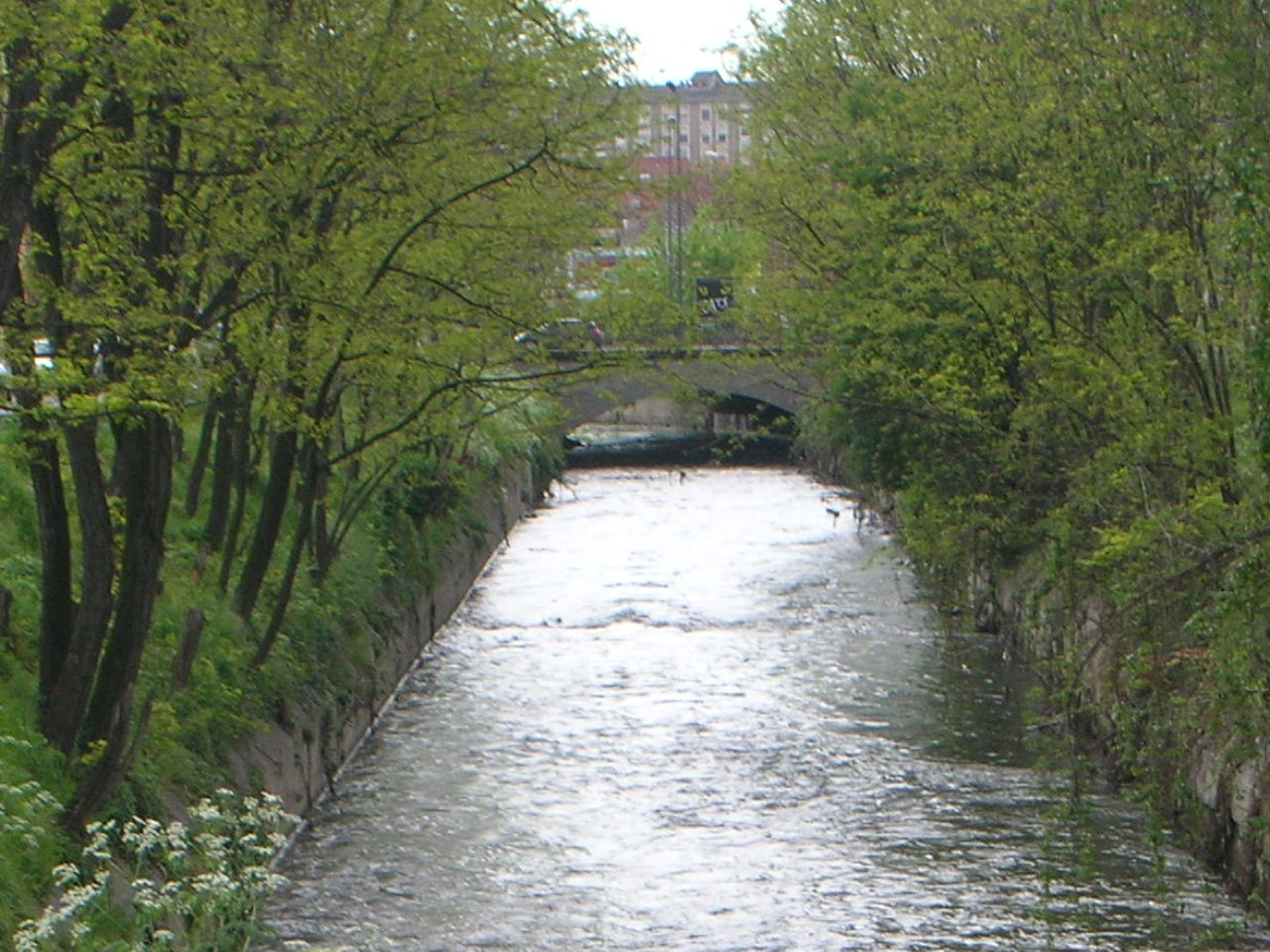
Il Lambro Meridionale in via Santander a Milano

Milano è stata infatti l'ultima delle grandi città europee a dotarsi di un completo sistema di raccolta e depurazione delle acque, completato solo nel 2005 (in particolare, i tre depuratori cittadini sono situati a Peschiera Borromeo, a Milano Nosedo e a Milano San Rocco), dopo la minaccia di pesanti sanzioni da parte dell'Unione europea. Così, prima del completamento dei depuratori, il Lambro Meridionale riceveva due collettori di fogna tramite il collettore di magra del sud ovest, che doveva garantire l'apporto minimo d'acqua necessario alla diluizione dei reflui inquinati.
Oggi la situazione è radicalmente cambiata e il Lambro Meridionale non riceve più reflui fognari, se non quelli che gli derivano indirettamente dalla residua portata dell'Olona: lungo questo corso d'acqua sono infatti ancora presenti molti scarichi abusivi. Inoltre, numerosi comuni lungo l'Olona sono ancora privi di impianti di depurazione dei propri reflui fognari.
A Rozzano esce, dalla sponda destra del Lambro, la roggia Pizzabrasa, che si diffonde nel reticolo irriguo dell'alto Pavese e che a sua volta riceve le acque depurate a Nosedo. Un'altra parte delle acque di Nosedo finisce nella roggia Carlesca, che proviene dal Naviglio Grande e che sfocia nel Lambro Meridionale.

### Il Pudiga e il Merlata

Milano: il Pudiga entra nell'Olona dove oggi si trova piazza Stuparich. La foto è anteriore al 1955: in seguito gli alvei del Pudiga e dell'Olona sono stati completamente coperti

Il Pudiga nasce a Senago dall'unione dei torrenti Cisnara e Lombra. Prosegue poi il suo corso attraversando i comuni di Cesate, Garbagnate Milanese, Bollate, dove scorre in gran parte tombinato, e Novate Milanese, dove prosegue nuovamente a cielo aperto: giunto a Milano assume la denominazione di Mussa. A Milano scorre nel sottosuolo delle vie Espinasse, Accursio e sotto la circonvallazione filoviaria. Raggiunge infine piazza Carlo Stuparich, dove si immette nel fiume Olona. Il suo percorso a Milano è totalmente tombinato: la copertura (tombinatura) del tratto milanese del Pudiga, già canalizzato all'inizio del XX secolo, è avvenuta tra il 1955 e il 1967. Il Merlata nasce invece a Baranzate dall'unione del torrente Nirone e del torrente Guisa e prosegue il suo corso verso sud. Giunto a Milano attraversa i quartieri di Gallaratese e di Lampugnano: poco più a ovest del versante meridionale del Monte Stella confluisce nell'Olona.
In origine il percorso del Pudiga aveva una lunghezza maggiore: le acque del torrente non sono infatti sempre finite nell'Olona, che è stato deviato verso Milano solo successivamente, dagli antichi Romani. Anticamente il Pudiga percorreva il suo alveo naturale ricevendo da sinistra il torrente Bozzente e lambendo il centro storico di Milano. Garantiva così, insieme al Seveso, le acque necessarie all'approvvigionamento idrico dei milanesi. Dopo aver lambito il lato occidentale del centro storico di Milano il Pudiga, come già accennato, proseguiva verso sud seguendo il proprio alveo naturale, corrispondente a quello del moderno colatore Lambro Meridionale, confluendo poi nel Lambro presso Sant'Angelo Lodigiano.
In origine, all'altezza del centro abitato di Milano, il Pudiga compiva un'ampia ansa verso est, che lo portava a sfiorare la città all'altezza della moderna piazza Vetra, nei pressi dell'alveo naturale del torrente Nirone, per poi piegare verso meridione seguendo, come già accennato, l'alveo del moderno Lambro Meridionale.
Originariamente, alla sua sinistra idrografica, il Pudiga, in luogo dell'Olona, riceveva il Bozzente. Il Bozzente in origine aveva infatti un alveo naturale autonomo che lo portava a raccogliere le acque del Lura e del Merlata per poi confluire nel Pudiga. Come già accennato, furono a gli antichi Romani a deviare l'Olona, all'altezza di Lucernate, frazione di Rho, nel letto del Bozzente e quindi poi verso l'alveo del Pudiga. Il tratto milanese dell'Olona corrisponde pertanto agli antichi alvei naturali del Bozzente e del Pudiga.

### Il Naviglio Grande, il Naviglio Pavese e il Naviglio di Bereguardo

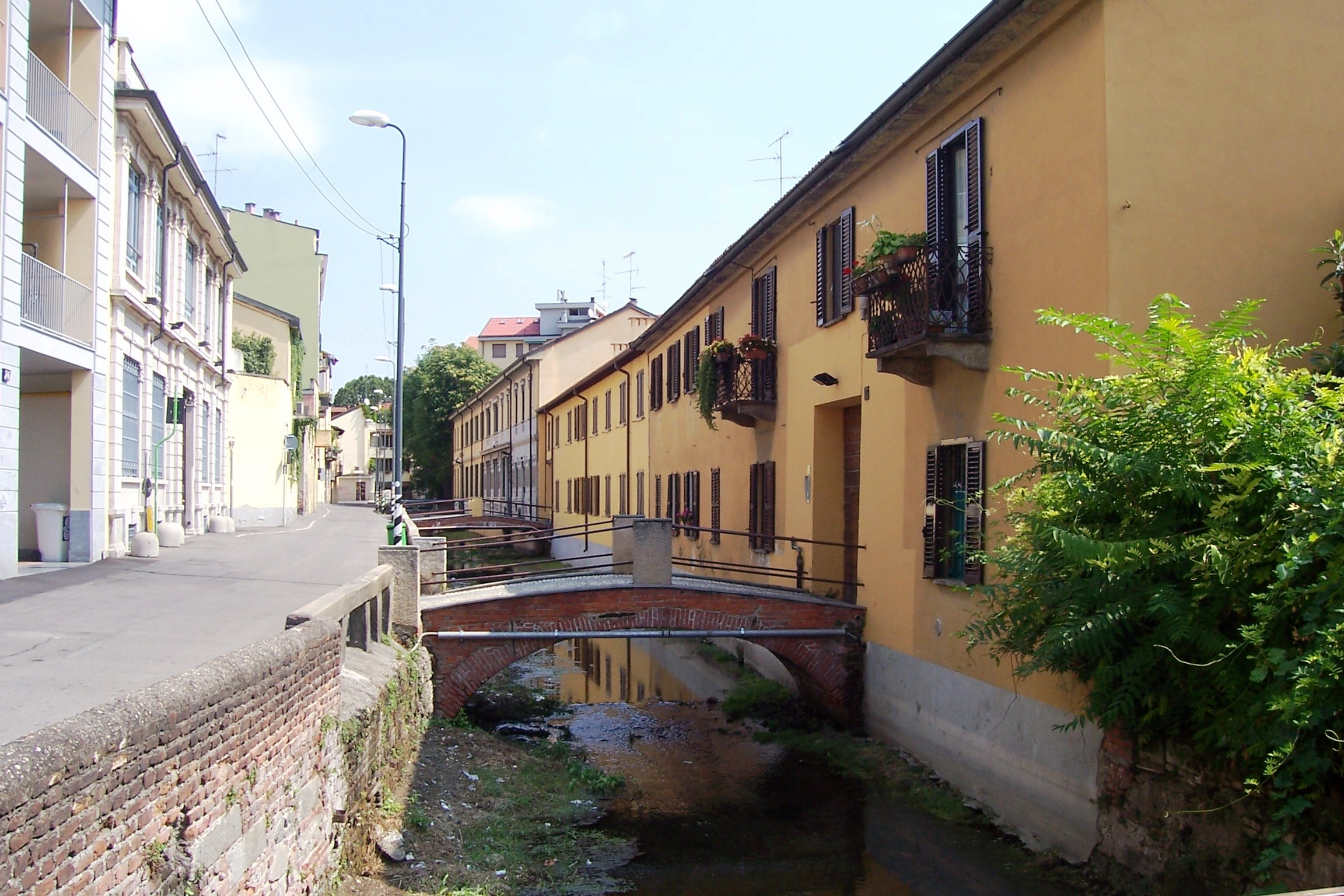
La roggia Boniforte a Milano, nel 2010

Lavandaie sulla roggia Boniforti, primi del Novecento

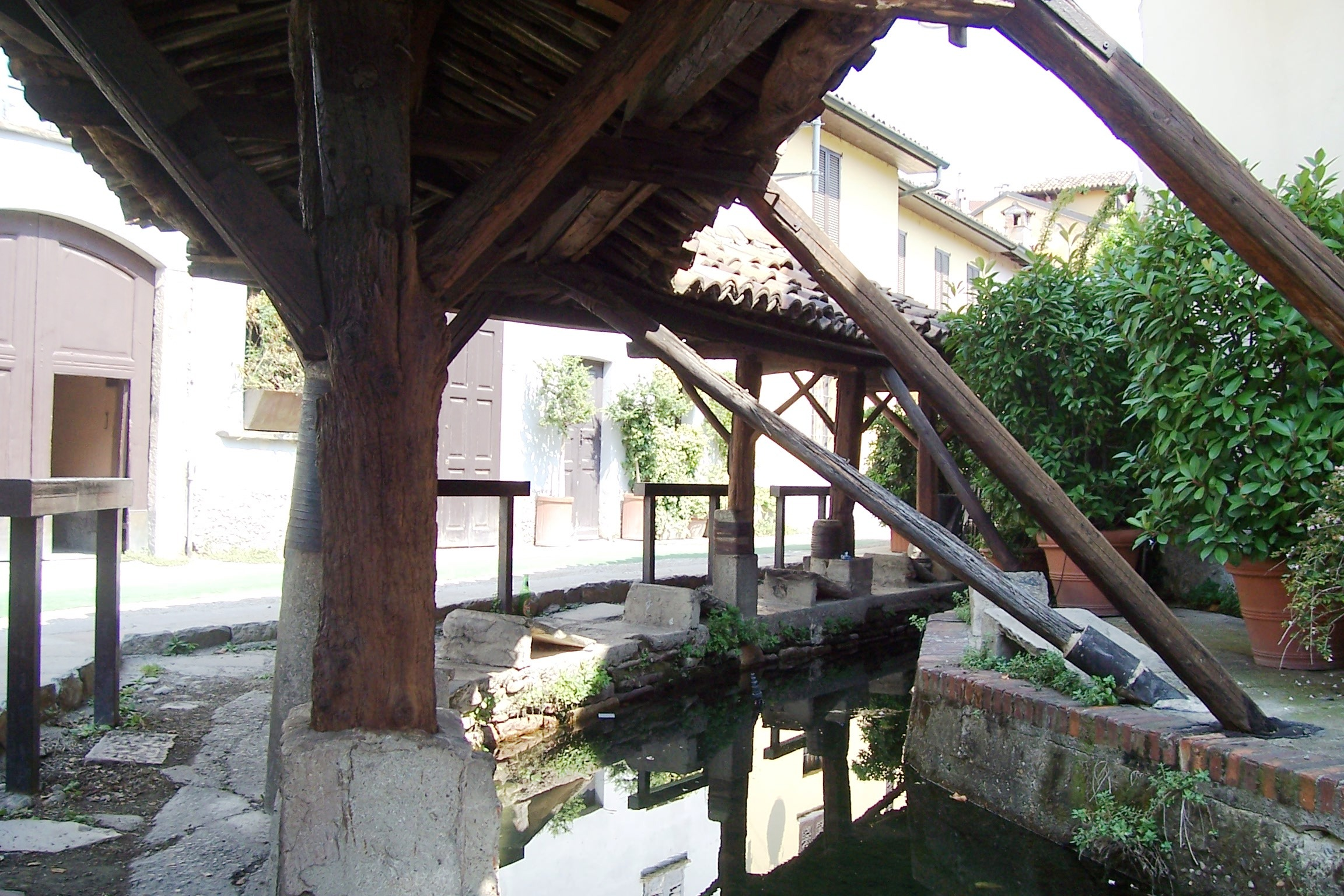
I brelin della Roggetta El fossett ("il ruscelletto" in dialetto milanese), che si trova nel vicolo privato Lavandai

Il Naviglio Grande, costruito tra il 1179 e il 1211, ora deriva le sue acque dal Canale Industriale, al servizio delle centrali elettriche di Turbigo, che ha origine (come il Canale Villoresi) dalla diga del Panperduto. Navigabile dal 1272, ha visto passare l'ultimo barcone, nell'occasione trasportante carico di ghiaia, nel 1979. È l'unico immissario della Darsena di Porta Ticinese. Nel tratto da Castelletto di Abbiategrasso a Milano il Naviglio Grande alimenta il Naviglio di Bereguardo e il Canale Ticinello, che si stacca dal Naviglio Grande attraverso un complesso di chiuse raggiungendo poi Binasco, dove forma il Navigliaccio.
Da qui prosegue per il territorio di Lacchiarella, dove genera la roggia Belgioioso, la roggia Vecchia, la roggia Braschetta, per poi arrivare a Buccinasco, da cui escono la roggia del Mulino bruciato, la già citata roggia Carlesca e numerose bocche che irrigano il triangolo formato con il Naviglio Pavese. A poche centinaia di metri dalla Darsena ne esce la roggia dei Lavandai, o roggia Boniforte, l'ultima, tra quelle di rilievo, ancora attive a Milano. Scorre in via Argelati, la prima traversa della ripa di Porta Ticinese, un tempo gremita di lavatoi, e dava acqua anche ai Bagni Ticino, una sorta di risposta popolare al lussuoso Bagno di Diana di Porta Venezia. Da segnalare, sempre vicinissime alla Darsena, due roggette che fanno parte del colore milanese: la prima corre lungo i muri delle case di via Magolfa ed è situata in sponda destra. L'altra, una delle pochissime dell'alzaia in sponda sinistra, il ruscello del vicolo Lavandai, con la tettoia immortalata in tante foto e dipinti, e i brelin, i lavatoi in pietra.
Dalla Darsena escono due corsi d'acqua, il Naviglio Pavese e il Cavo Ticinello, che alimenta anche la Vettabbia. Il Naviglio Pavese, che venne completato soltanto nel 1819, confluisce nel Ticino a Pavia. Lungo circa 33 chilometri, supera il dislivello di 56 metri tra l'incile e Pavia con dodici conche di cui due doppie. Proprio perché direttamente comunicante col Ticino quasi al suo sbocco nel Po, venne navigato anche da barconi più grandi e più capaci di quelli degli altri navigli; vi si svolsero anche vari tentativi di navigazione a vapore, ma senza successo. Nel 2010 era considerato un tratto fondamentale della progettata idrovia turistica Locarno-Venezia, ma la navigabilità sarebbe oggi assicurata solo per le prime due conche in uscita da Milano.
Il Naviglio di Bereguardo, navigato fino all'apertura del Naviglio Pavese, è da allora solo un canale irriguo; delle dodici conche, che ne caratterizzavano il breve percorso con un forte dislivello, restano in ottimo stato di conservazione solo le loro opere murarie e in pietra. Praticamente rettilineo verso sud da Abbiategrasso, termina nella cittadina che gli dà il nome, Bereguardo.

### La Vettabbia e gli altri canali

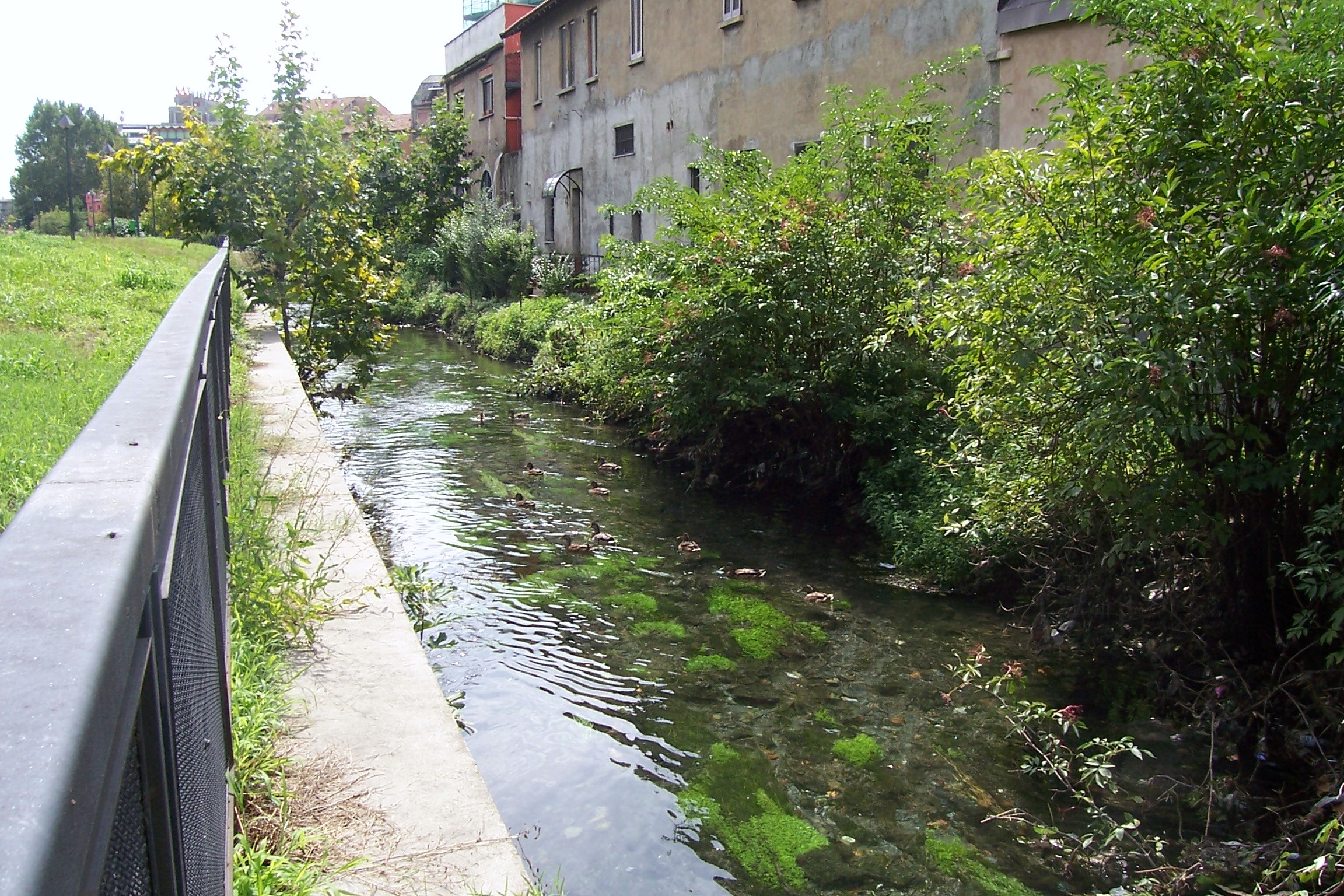
La Vettabbia al quartiere Spadolini a Milano

La Vettabbia nasce nel sottosuolo di Milano all'incrocio tra via Santa Croce e via Vettabbia dall'unione del canale Molino delle Armi, del canale della Vetra (che dà il nome alla moderna piazza) e del Fugone del Magistrato. Sfocia poi nel Cavo Redefossi a San Giuliano Milanese. Lungo le sue sponde si trovano il Parco della Vettabbia e il Mulino Vettabbia. L'origine del nome della Vettabbia si rifà probabilmente al termine latino Vectabilis (capace di trasportare) in quanto navigabile fin dall'epoca dell'antica Roma.
La Vettabbia ricalca un tratto dell'antico alveo naturale del Nirone prima della sua deviazione nel Merlata, che avviene a nord di Milano, a Baranzate. Il tratto del Nirone a valle della deviazione però non si prosciugò, ma rimase attivo come una roggia, alimentata dai numerosi fontanili e dal reticolo irriguo della zona, prendendo il nome di "roggia civica". Furono poi gli antichi Romani a canalizzare e rendere navigabile il tratto terminale dell'antico alveo naturale del Nirone a formare la Vettabbia. La Vettabbia venne creata con funzioni di trasporto di parte delle acque del Seveso deviato nel fossato delle mura romane di Milano, e delle acque del fontanile Mollia e di altri corsi d'acqua minori.

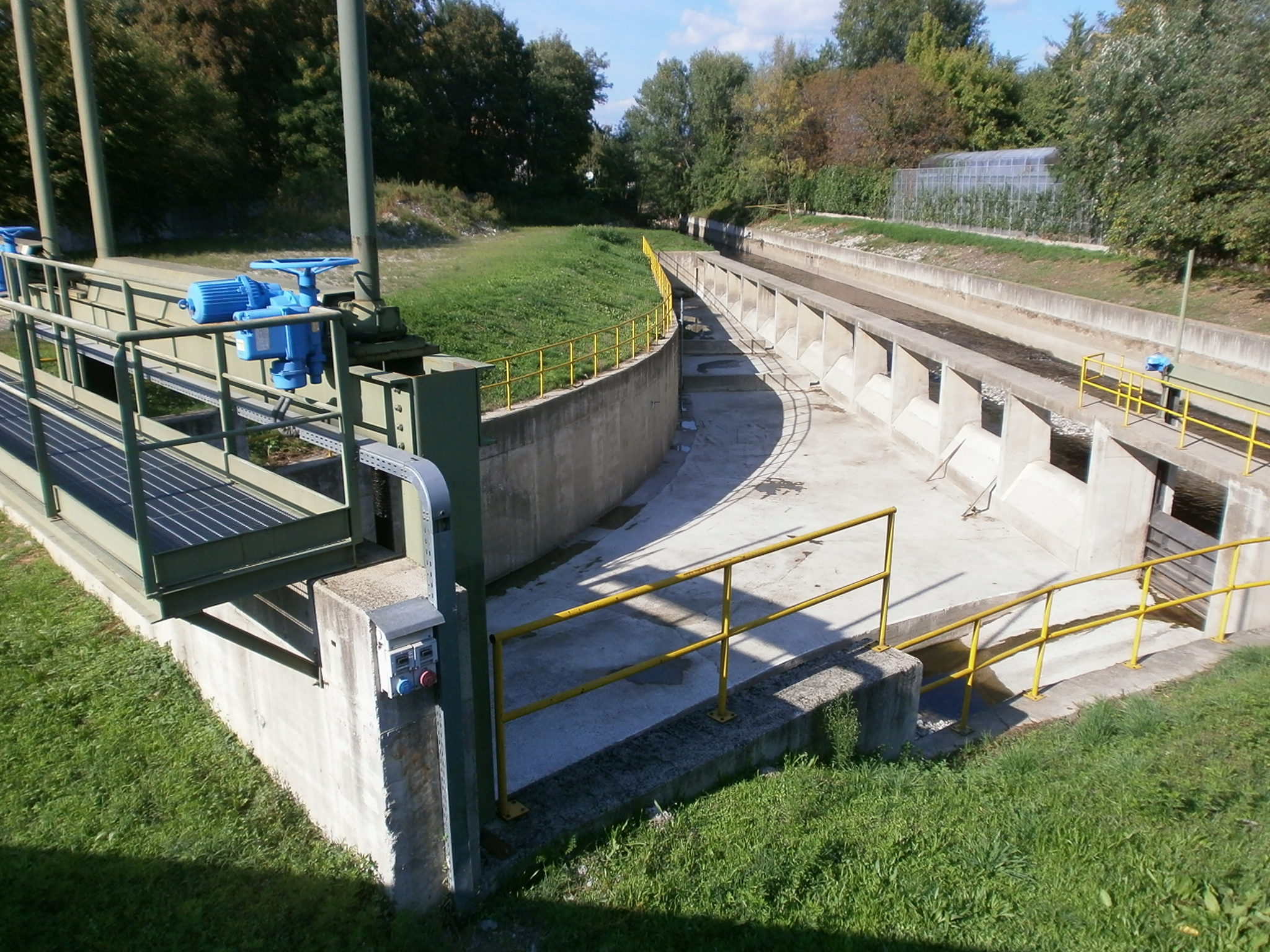
Il Canale Scolmatore di Nord Ovest a Palazzolo Milanese, frazione di Paderno Dugnano

Il Cavo Ticinello ha origine a Milano dalla Darsena di Porta Ticinese, di cui rappresenta lo scolmatore, e che sfocia a Rozzano nel Lambro Meridionale. Scorre parallelo alla Vettabbia, cedendole parte della sua portata e proseguendo nelle campagne meridionali di Milano per poi confluire nel colatore Lambro Meridionale. Il corso d'acqua prosegue poi il suo percorso coperto dal manto stradale sottopassando Porta Ticinese e imboccando viale Col di Lana per poi proseguire parallelo, senza incrociarsi, al canale Vettabbia passando da via Col Moschin e via Castelbarco. Imbocca poi via Bazzi proseguendo verso sud e uscendo allo scoperto all'altezza di via Ripamonti. Da qui in poi solca a scopi irrigui il parco agricolo del Ticinello per poi dirigersi verso meridione sfociando nel Lambro Meridionale a Rozzano.
Entrambi i canali hanno rilevanti tratti che scorrono a cielo aperto nel territorio comunale di Milano: la Vettabia, da Morivione, attraversa tutto il Vigentino per dirigersi a Chiaravalle e arrivare poi a San Donato Milanese. A cavallo dei due comuni, all'interno del parco Sud, è stata individuata un'area verde a completamento delle migliorie ambientali che sono state realizzate intorno al depuratore di Nosedo con l'obiettivo di realizzare un "parco della Vettabbia"
Il Canale Scolmatore di Nord Ovest e il Deviatore Olona escono dal Seveso a Paderno Dugnano e nel loro percorso verso il Ticino, a nord di Rho, raccolgono le acque di piena dell'Olona. In caso di eccesso di portata idrica, un apposito canale deviatore le indirizza al Gratosoglio direttamente nel Lambro Meridionale aggirando Milano da ovest. Le proteste di Abbiategrasso e dei comuni a valle del Ticino accompagnano da decenni lo sversamento di acque inquinate nel Lambro Meridionale, sottolineando il fatto che il complesso circuito idraulico non è comunque in grado di evitare completamente le esondazioni, in particolare quelle autunnali.

### La Cerchia dei Navigli

Lavori di interramento della Cerchia dei Navigli alla conca di via Senato (1929-1930)

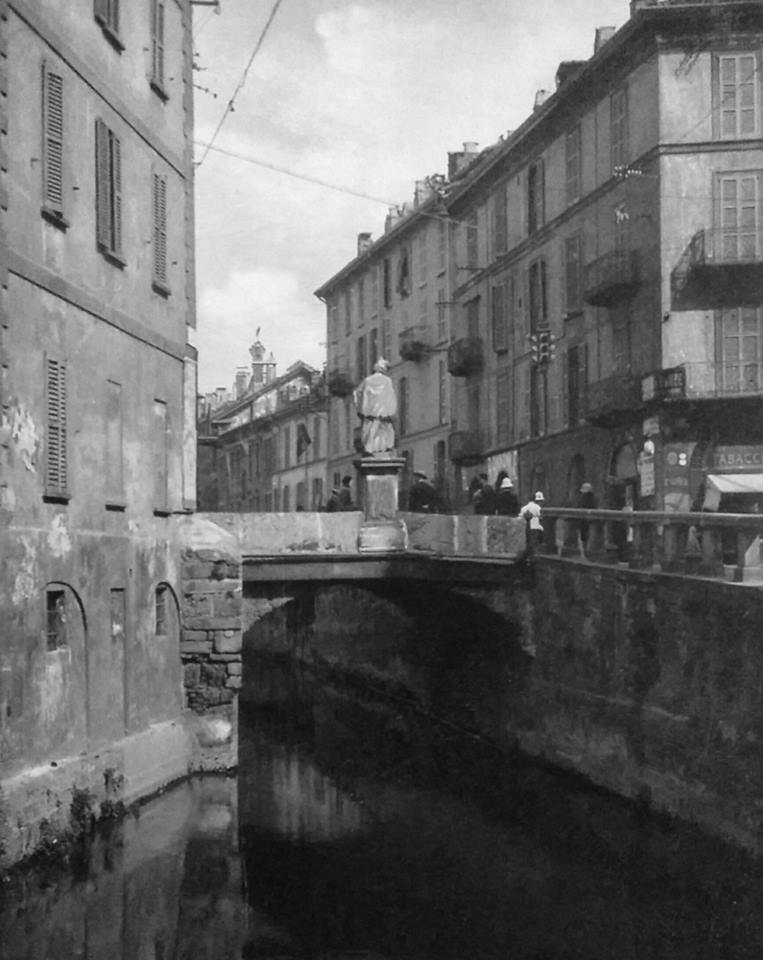
La Cerchia dei Navigli in via Santa Sofia e il ponte di corso di Porta Romana con la statua di San Giovanni Nepomuceno in un'immagine della fine degli anni venti del XX secolo

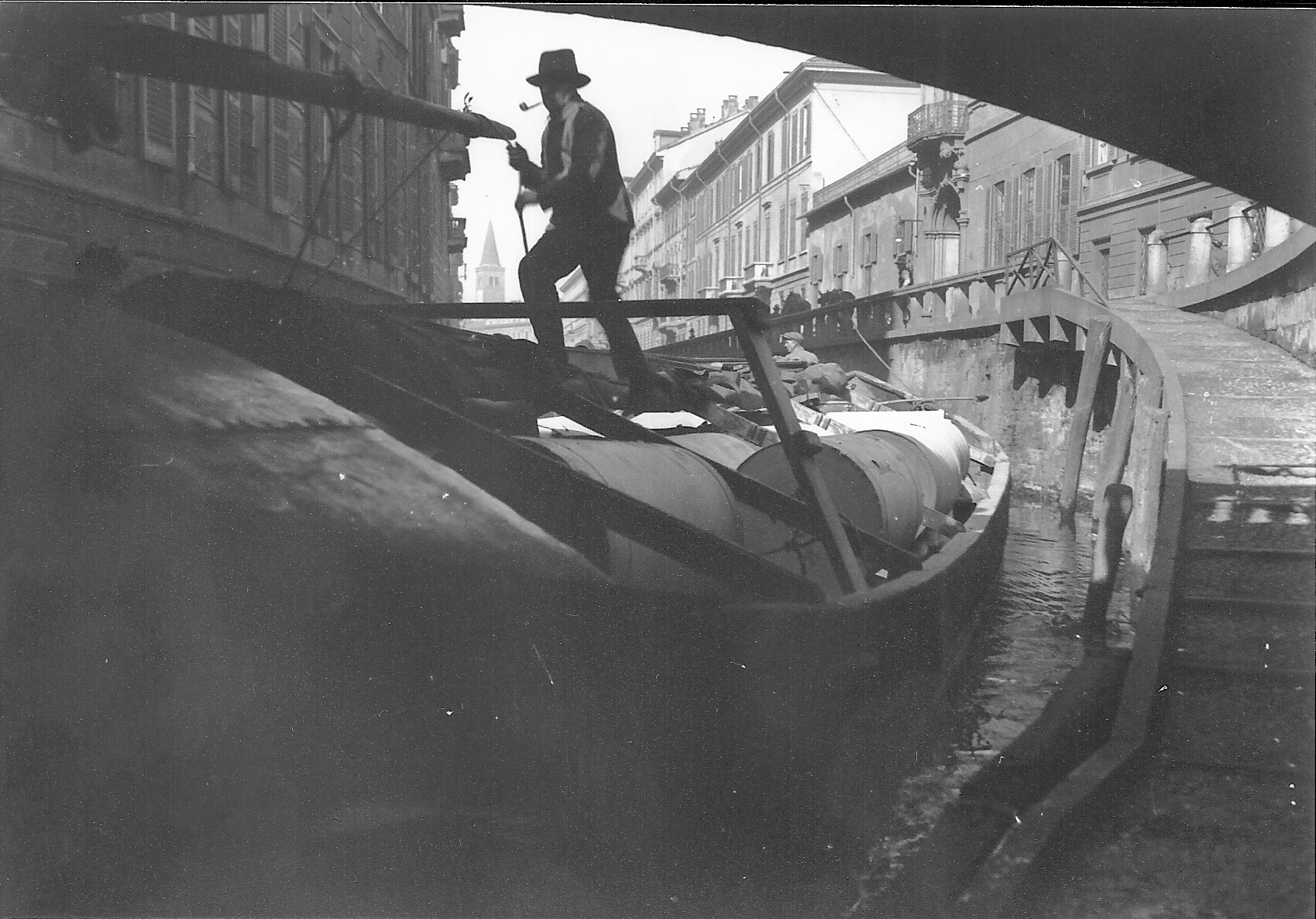
Un barcone carico di bobine di carta per il Corriere della Sera entra in via Fatebenefratelli, lungo la Cerchia dei Navigli

La Cerchia dei Navigli era il fossato difensivo allagabile delle mura medievali di Milano una parte del quale è stato trasformato in naviglio, ovvero in un canale navigabile. Per tale motivo era anche conosciuto come Naviglio Interno, Fossa Interna o Cerchia Interna: è stato completamente interrato in ottemperanza al Piano Beruto, primo piano regolatore di Milano, a partire dal 16 marzo 1929 con i lavori che si sono conclusi nell'anno successivo. La Cerchia dei Navigli, nel complesso, era un anello d'acqua che racchiudeva il centro storico medievale di Milano, da cui il nome.
Realizzato come fossato difensivo a partire dal 1156 e trasformato in naviglio tra il 1387 e il 1496 grazie ai lavori di canalizzazione e ampliamento voluti dai Visconti e dagli Sforza nella sua parte sud-est, era il raccordo del sistema dei navigli lombardi. L'unica parte che rimase semplice fossato non navigabile fu quella verso il Castello Sforzesco, ovvero il tratto situato a nord-ovest: la sua funzione restò infatti quella di portare acqua al fossato del castello.
Come immissario la Cerchia dei Navigli aveva il Naviglio di San Marco (ovvero l'ultimo tratto del Naviglio della Martesana, che cambiava nome in Naviglio di San Marco dopo la Conca dell'Incoronata), mentre come emissari aveva il Naviglio Vallone, che poi confluiva nella Darsena di Porta Ticinese, e un canale scolmatore che scaricava l'eventuale portata in eccesso della Cerchia dei Navigli nella Vettabbia. Con l'interramento della Cerchia dei Navigli il Naviglio della Martesana è stato interamente deviato verso il Cavo Redefossi: in precedenza quest'ultimo ne rappresentava semplicemente un canale scolmatore. La restante parte del Naviglio della Martesana/Naviglio di San Marco, così come il Naviglio Vallone, furono interrati contestualmente all'interramento della Cerchia dei Navigli.
Con il termine "Cerchia dei Navigli" oggi ci si riferisce a un anello di strade che circondano il centro di Milano il cui percorso coincide in larga parte con quello del Naviglio Interno. È in corso un progetto che ha l'obiettivo di ripristinare l'antico canale navigabile lungo la Cerchia dei Navigli stradale.

### Il Canale Villoresi
A nord di Milano scorre, tagliando tutto l'Alto Milanese, il Canale Villoresi, che è derivato dal Ticino a Somma Lombardo e che sfocia nell'Adda a Groppello dopo 86 chilometri di percorso. Il sistema di distribuzione delle acque del Villoresi, che è articolatissimo, ha rivoluzionato, a partire dalla fine del XIX secolo, tutta l'agricoltura dell'alta pianura padana.
Fu costruito, su progetto dell'ingegner Eugenio Villoresi, da cui il nome, tra il 1877 e 1890. Il consorzio che ne assunse la gestione, ora Consorzio di bonifica Est Ticino Villoresi, è concessionario della quasi totalità delle sue acque.

## I bacini artificiali principali

### L'Idroscalo

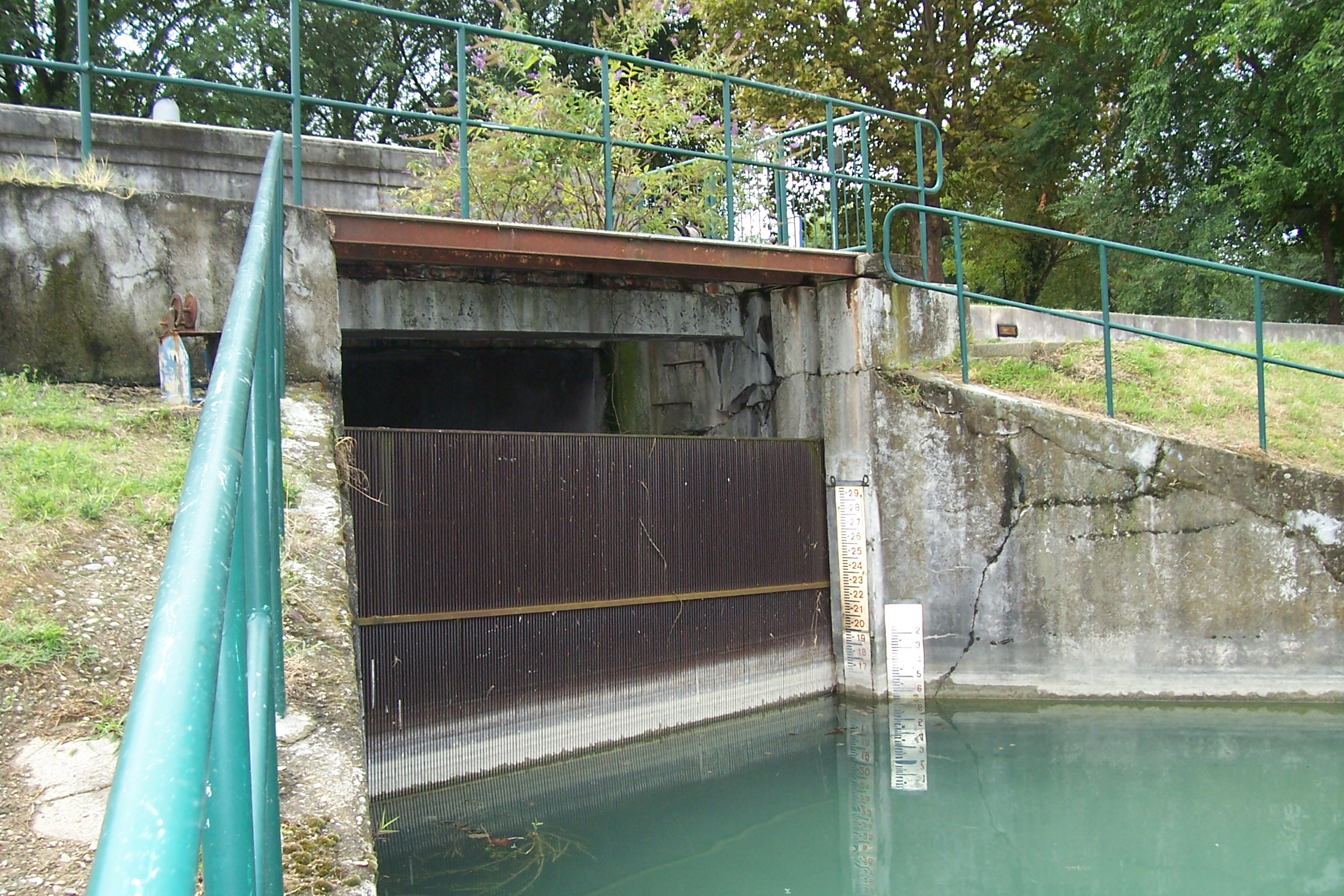
Idroscalo di Milano, la chiusa da cui esce la roggia Lirone

L'idea di dotare la città di Milano di un idroscalo risale al 1926, quando nell'ambito di un progetto per ampliare l'aviosuperficie di Taliedo venne valutata la possibilità di affiancarvi uno scalo per idrovolanti. Si pensava a quel tempo che il futuro dell'aviazione civile dovesse volare sulle ali degli idrovolanti, nella cui costruzione l'industria nazionale italiana vantava un innegabile prestigio. 

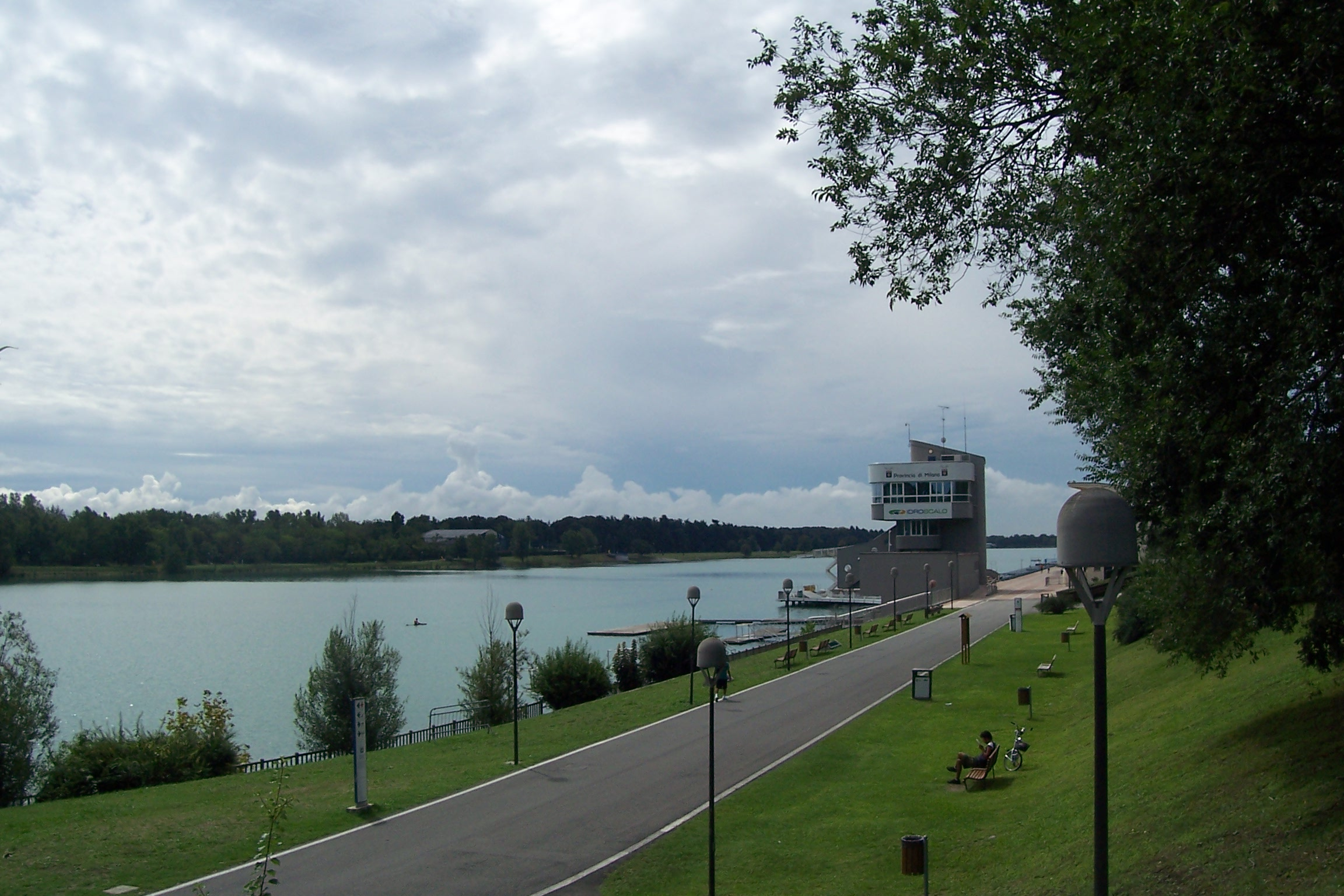
L'Idroscalo di Milano dalla testata nord

L'anno dopo, con l'approvazione della legge del 27 giugno 1927 che demandava alle province la creazione di superfici per consentire l'atterraggio di emergenza di velivoli, sia terrestri che idrovolanti, l'idea riprese corpo, anche grazie al sostegno del podestà di Milano e del presidente della Fiera di Milano.
L'Idroscalo di Milano, che è stato inaugurato il 28 ottobre 1930, è un bacino lungo 2.500 metri e largo dai 300 ai 450 metri, con una profondità media di 10 metri. Sorge a oltre tre chilometri a est dal centro di Milano, nei pressi dell'aeroporto di Linate, in una zona dove erano già presenti molte cave. Il contratto, affidato all'impresa Lucchini, prevedeva il saldo degli scavi in cambio dei milioni di metri cubi di inerti ricavati.
I lavori procedettero dapprima speditamente, tanto che nel maggio 1930 il primo idrovolante ammarò all'idroscalo di Milano. Poi si fermarono, e nel 1933 la provincia requisì i cantieri; ma i "Littoriali del remo", organizzati per l'anno successivo, dettero una spinta alla ripresa dei lavori ulteriormente gli europei di canottaggio e di motonautica del 1938,  ai quali si poté assistere dalle sponde e dall'imponente tribuna realizzata ad hoc.
La struttura aveva imboccato la direzione dello sport e tempo libero che caratterizza ancora oggi il "mare di Milano", dato che l'attività aviatoria fu abbandonata dopo pochi atterraggi di idrovolanti.

### La Darsena

La Darsena di Milano all'inizio del XX secolo

La Darsena di Milano nel 1960

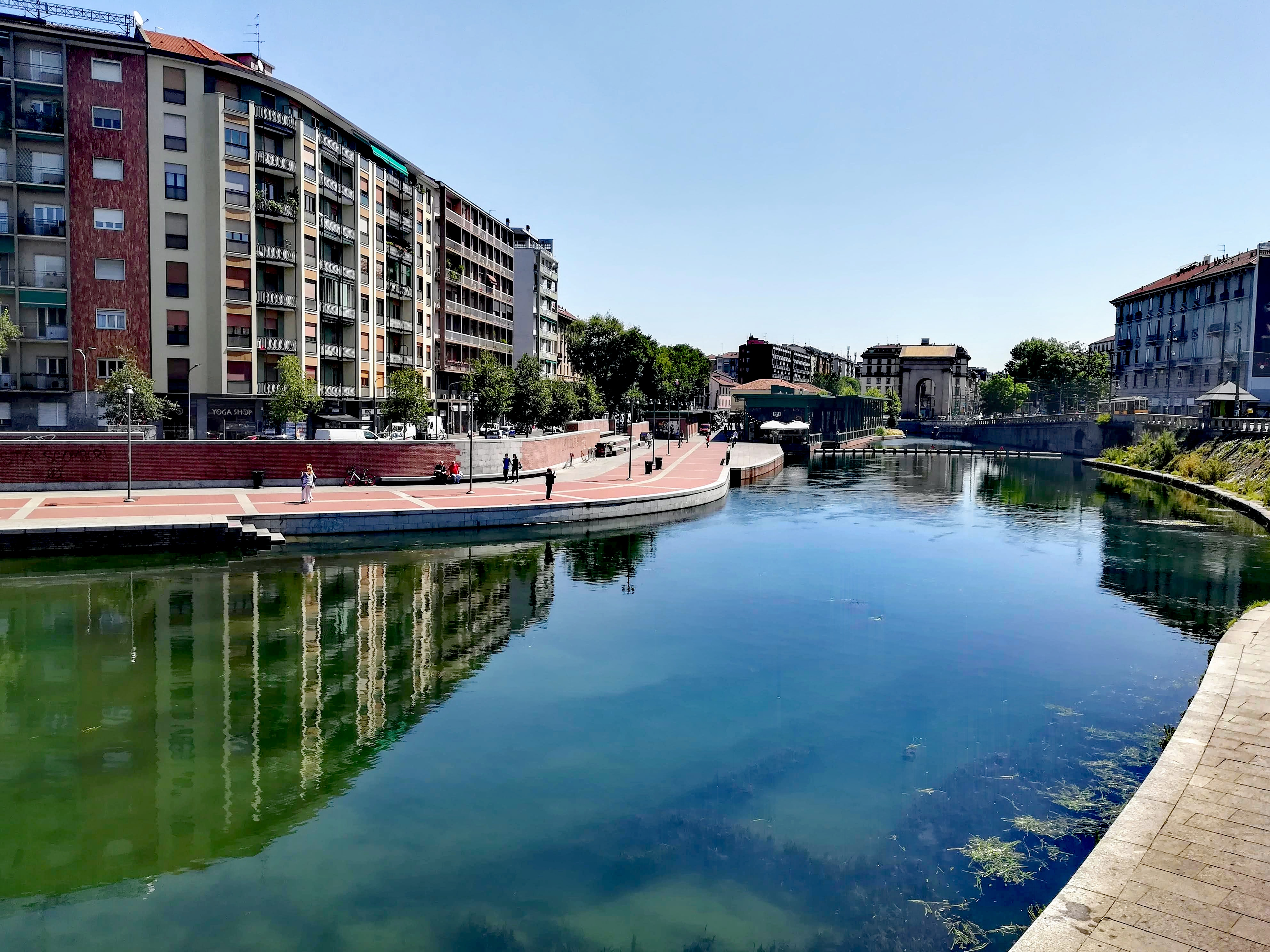
La Darsena di Milano nel 2019

La Darsena di Milano è un bacino acqueo artificiale situato a Milano nei pressi di Porta Ticinese che è stato utilizzato per l'ormeggio, il rimessaggio delle imbarcazioni che navigavano i Navigli milanesi. Per tale motivo era lo snodo più importante per il traffico fluviale commerciale della città lombarda. La Darsena di Milano ha come immissario il Naviglio Grande, come emissario il Naviglio Pavese e come scolmatore il Cavo Ticinello. La Darsena misura, da un'estremità all'altra, 750 metri di lunghezza e 25 metri di larghezza; ha una superficie di 17.500 metri quadrati e una profondità di un metro e mezzo.
Originariamente la Darsena di Porta Ticinese serviva come zona di carico e scarico per le merci trasportate dalle imbarcazioni che transitavano per i Navigli milanesi: nel 1953 era al tredicesimo posto nella classifica dei porti nazionali italiani per ricevimento merci e al terzo per tonnellaggio, poi la sua funzione è cambiata, con la trasformazione da scalo merci a sito di interesse turistico. L'ultimo barcone che trasportava merci entrò in Darsena il 30 marzo 1979, ponendo fine alla secolare storia del trasporto commerciale lungo le vie d'acqua milanesi e all'ambiente portuale che vi gravitava intorno.
La Darsena fu voluta e realizzata nel 1603, come trasformazione in un vero e proprio porto del preesistente laghetto di Sant'Eustorgio, dal governatore spagnolo Pedro Enríquez de Acevedo conte di Fuentes. La Darsena fu costruita a ridosso delle mura spagnole di Milano, edificate dal 1548 al 1562 e poi demolite all'inizio del XX secolo, assecondandone il perimetro del vertice sudoccidentale, da cui la caratteristica forma allungata e ricurva del bacino acqueo.
Un tempo Milano aveva altre due "darsene", il laghetto di San Marco, che è stato interrato tra il 1929 e il 1930 contestualmente agli analoghi lavori di chiusura della Cerchia dei Navigli, e il laghetto di Santo Stefano, che venne interrato nel 1857 per motivi di igiene pubblica.

### Il Porto di Mare

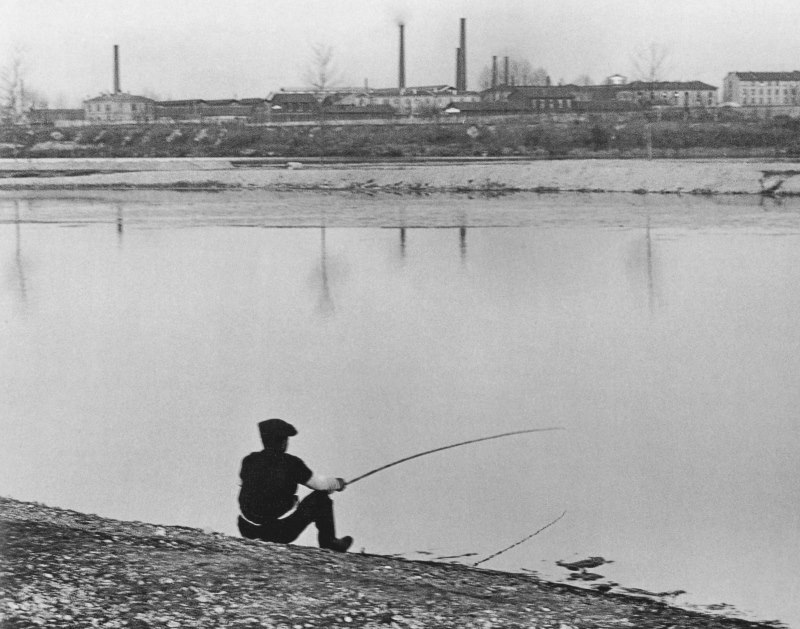
Pescatore sulle rive del laghetto artificiale creatosi a causa dei lavori di realizzazione di Porto di Mare, bacino portuale di Milano che non fu mai completato, in una foto degli anni trenta del XX secolo

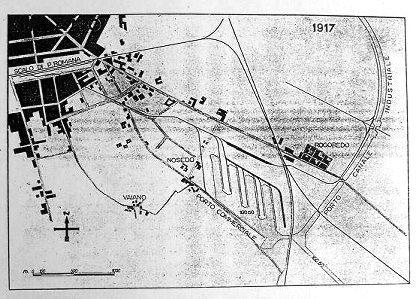
L'area di Porto di Mare sul progetto del 1917. Il bacino artificiale, che non fu mai completato, si riconosce dalle tre banchine disposte a spina di pesce

Quando, nei primi decenni del Novecento, si cominciò a parlare di interrare la Cerchia dei Navigli, ovvero la cosiddetta fossa interna, anche i più convinti sostenitori della navigazione sui canali interni si trovarono in difficoltà: infatti, i mancati ammodernamenti dell'ultimo secolo avevano reso il sistema navigabile ormai obsoleto, con canali stretti e inadatti alla navigazione a motore; vi erano difficoltà nel movimentare le merci e il collegamento con il Po era reso complicato e macchinoso dalle dodici conche da superare lungo il Naviglio Pavese.
Il Genio Civile presentò, nel 1907, un progetto che prevedeva un porto a Rogoredo, a sud di Porta Romana, punto naturale di convergenza delle acque che colano dalla città; il progetto fu approvato nel 1917, l'anno dopo si costituì l'azienda portuale e in quello successivo cominciarono i lavori con lo scavo del bacino portuale e del canale verso Cremona per 20 chilometri circa. Nel 1922 i lavori furono sospesi perché l'acqua di falda aveva riempito naturalmente lo scavo e i pescatori se ne erano appropriati.
l progetto venne ripreso nel 1941: finita la seconda guerra mondiale fu integralmente ricompreso nel piano regolatore del 1953, ma i lavori non iniziarono mai.
Negli anni che precedettero l'istituzione della Regione Lombardia nel 1970, il collegamento idroviario via Po con l'Adriatico venne riaffermato nei documenti programmatici come scelta strategica per lo sviluppo dell'economia lombarda e nel 1972 iniziarono i lavori con lo scavo di un canale da Cremona all'Adda. I lavori di scavo del canale vennero abbandonati dopo aver superato Cremona e aver raggiunto Pizzighettone, a 16 chilometri circa dal Po (in totale, il canale, se completato, avrebbe misurato 65 chilometri).
Il progetto del canale Milano-Cremona-Po non è stato abbandonato dalla regione Lombardia: periodicamente ci sono proposte per riprendere i lavori e completare l'opera.